# The Crown (série télévisée)
Pour les articles homonymes, voir The Crown.
The Crown est une série télévisée américano-britannique en soixante épisodes d'environ 55 minutes créée par Peter Morgan, produite par Stephen Daldry diffusée entre le 4 novembre 2016 et le 14 décembre 2023 sur Netflix.
Tirant son origine du film The Queen (2006) et de la pièce The Audience (en) (2013), de Peter Morgan, The Crown est prévue pour durer 60 épisodes, répartis sur six saisons, avec 10 épisodes d'une heure par saison, couvrant la vie de la reine Élisabeth II de son plus jeune âge à son règne, avec de nouveaux acteurs toutes les deux saisons. En janvier 2020, Morgan annonce que la série ne comprendra finalement que cinq saisons ; il revient finalement sur sa décision en juillet de la même année.
Claire Foy incarne la reine au cours des deux premières saisons, aux côtés de Matt Smith dans le rôle du prince Philip et de Vanessa Kirby dans celui de la princesse Margaret, sœur de la reine. Pour les troisième et quatrième saisons, Olivia Colman reprend le rôle de la reine, Tobias Menzies celui de Philip, et Helena Bonham Carter celui de Margaret. Et enfin, pour les saisons cinq et six, Imelda Staunton reprend le rôle de la souveraine, Lesley Manville le rôle de Margaret, et Jonathan Pryce celui de Philip. Le tournage de la série se déroule en partie aux studios d'Elstree, avec également des extérieurs au Royaume-Uni et dans le monde entier.
La première saison couvre la période du mariage de la princesse Élisabeth en 1947 à la rupture de sa sœur la princesse Margaret avec le group captain Peter Townsend en 1955. La deuxième saison couvre la période allant de la crise du canal de Suez en 1956 jusqu'à la naissance du prince Edward en 1964, en passant par la démission du premier ministre Harold Macmillan en 1963. La troisième saison se poursuit à partir de 1964, avec les deux mandats du premier ministre Harold Wilson jusqu'en 1976. La quatrième saison se poursuit en 1977, au temps des deux mandats de la première ministre Margaret Thatcher jusqu’en 1990, en passant par le mariage du prince Charles et de Diana Spencer en 1981. La cinquième saison explore les années 1990, en passant par l’annus horribilis de 1992, et le mandat de John Major. La sixième et dernière saison porte, dans sa première partie, sur les semaines précédant la mort de Diana en août 1997. La seconde partie porte sur la rencontre entre Catherine Middleton et le prince William et la mort successive de la princesse Margaret et la reine mère en 2002.
La première saison a été lancée sur Netflix le 4 novembre 2016 et la deuxième le 8 décembre 2017. La série a été renouvelée pour une troisième et pour sa quatrième saison. La troisième a débuté le 17 novembre 2019 et la quatrième, le 15 novembre 2020. La cinquième saison est mise en ligne le 9 novembre 2022.
The Crown a été acclamée pour la qualité de son interprétation, pour sa réalisation, pour son écriture, pour sa photographie, ainsi que pour la fidélité historique de sa représentation du règne de la reine Élisabeth II. La série a reçu plusieurs récompenses, notamment deux Screen Actors Guild Award de la meilleure actrice pour Claire Foy et un du meilleur acteur pour John Lithgow, en 2017 et en 2018, en plus d'avoir été nommée au total vingt-six fois aux Primetime Emmy Awards pour ses deux premières saisons, dont deux fois comme meilleure série télévisée dramatique.

## Synopsis
Au fil des décennies, des intrigues personnelles, des romances, et des rivalités politiques, la reine Élisabeth II continue de régner malgré les difficultés.
The Crown présente la vie de la souveraine du Royaume-Uni, Élisabeth II, de son mariage en 1947 jusqu'à nos jours, durant six saisons, chacune couvrant une décennie du règne de la souveraine britannique.
- La première saison couvre la période 1947-1956 ;
- La deuxième saison concerne la période 1956-1964 ;
- La troisième saison correspond à la période 1964-1977 ;
- La quatrième saison décrit la période 1977-1990 ;
- La cinquième saison va de 1990 à 1997 ;
- La sixième saison se déroule de 1997 à 2005.

## Distribution

### Saisons 1 et 2

#### Personnages principaux
- Claire Foy (VF : Adeline Moreau) : Élisabeth II
- Matt Smith (VF : Anatole de Bodinat) : Philip Mountbatten
- Vanessa Kirby (VF : Marie Tirmont) : Margaret du Royaume-Uni
- Victoria Hamilton (VF : Laurence Bréheret) : Elizabeth Bowes-Lyon
- Greg Wise (VF : Bernard Bollet) : Louis Mountbatten
- Alex Jennings (VF : Philippe Valmont) : Édouard VIII
- Lia Williams (VF : Clara Borras) : Wallis Simpson
- Jeremy Northam (VF : Serge Faliu) : Anthony Eden
- Anton Lesser (VF : Philippe Catoire) : Harold Macmillan (saison 2)
- Matthew Goode (VF : Franck Monsigny) : Antony Armstrong-Jones (saison 2)
- Eileen Atkins (VF : Cathy Cerda) : Mary de Teck (saison 1)
- Ben Miles (VF : Xavier Béja) : Peter Townsend
- Jared Harris (VF : Philippe Vincent) : George VI
- John Lithgow (VF : Jean-Pierre Leroux) : Winston Churchill

Photos des acteurs principaux.
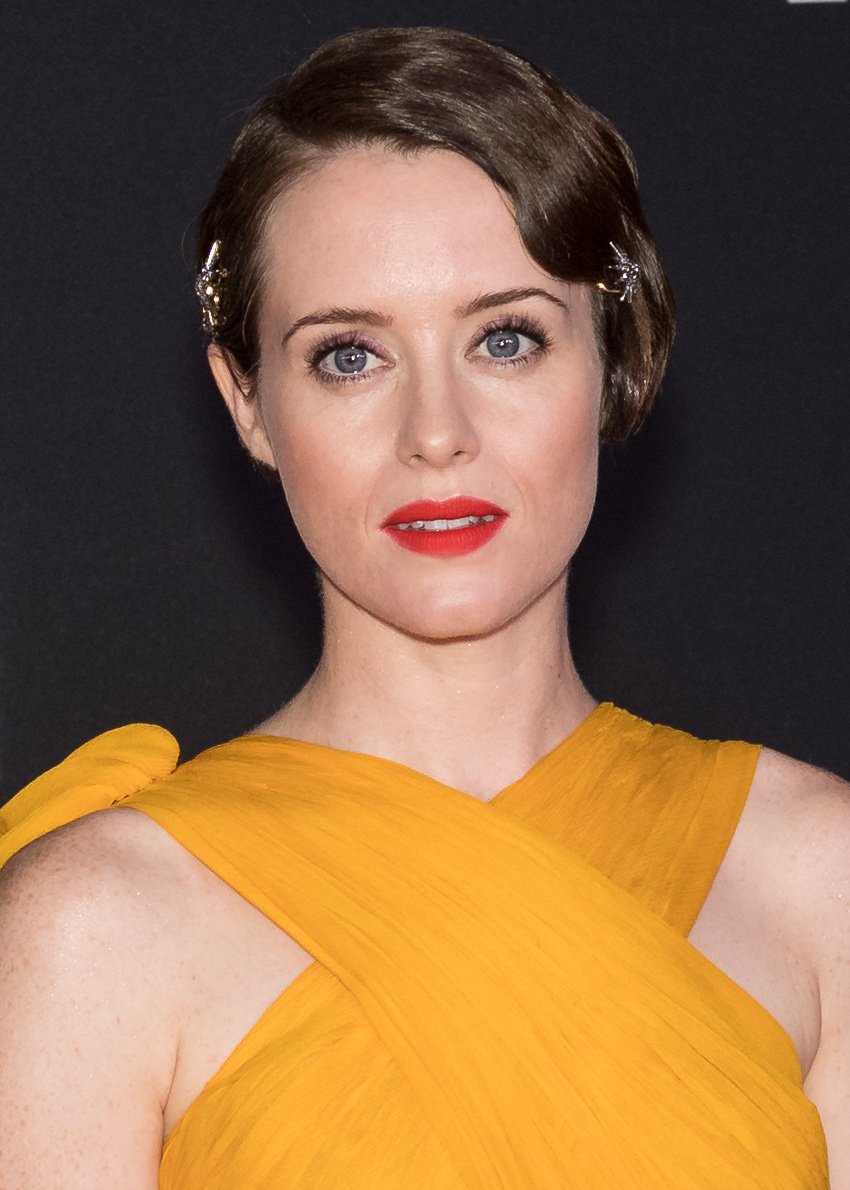
Claire Foy interprète Élisabeth II
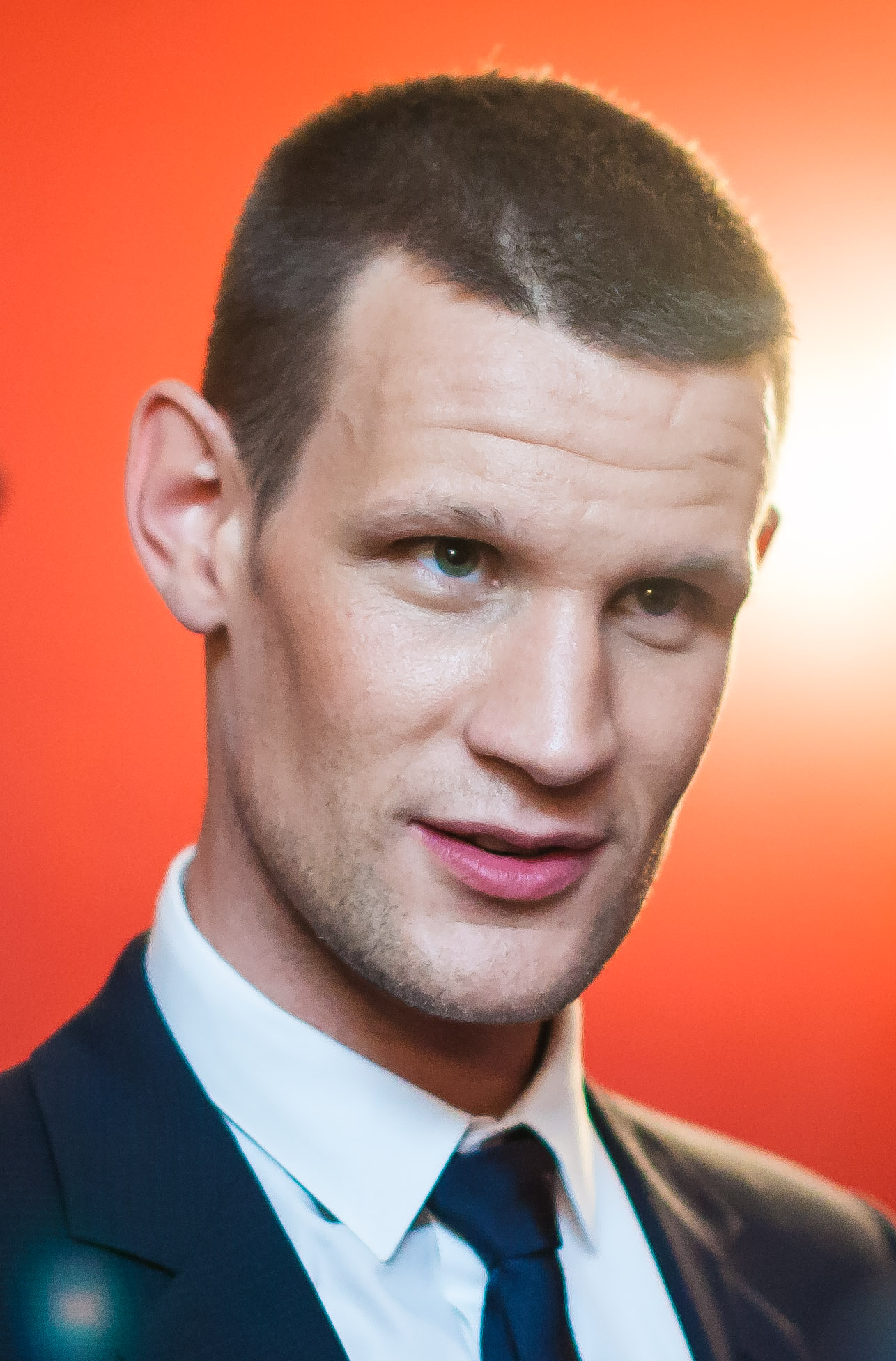
Matt Smith interprète Philip
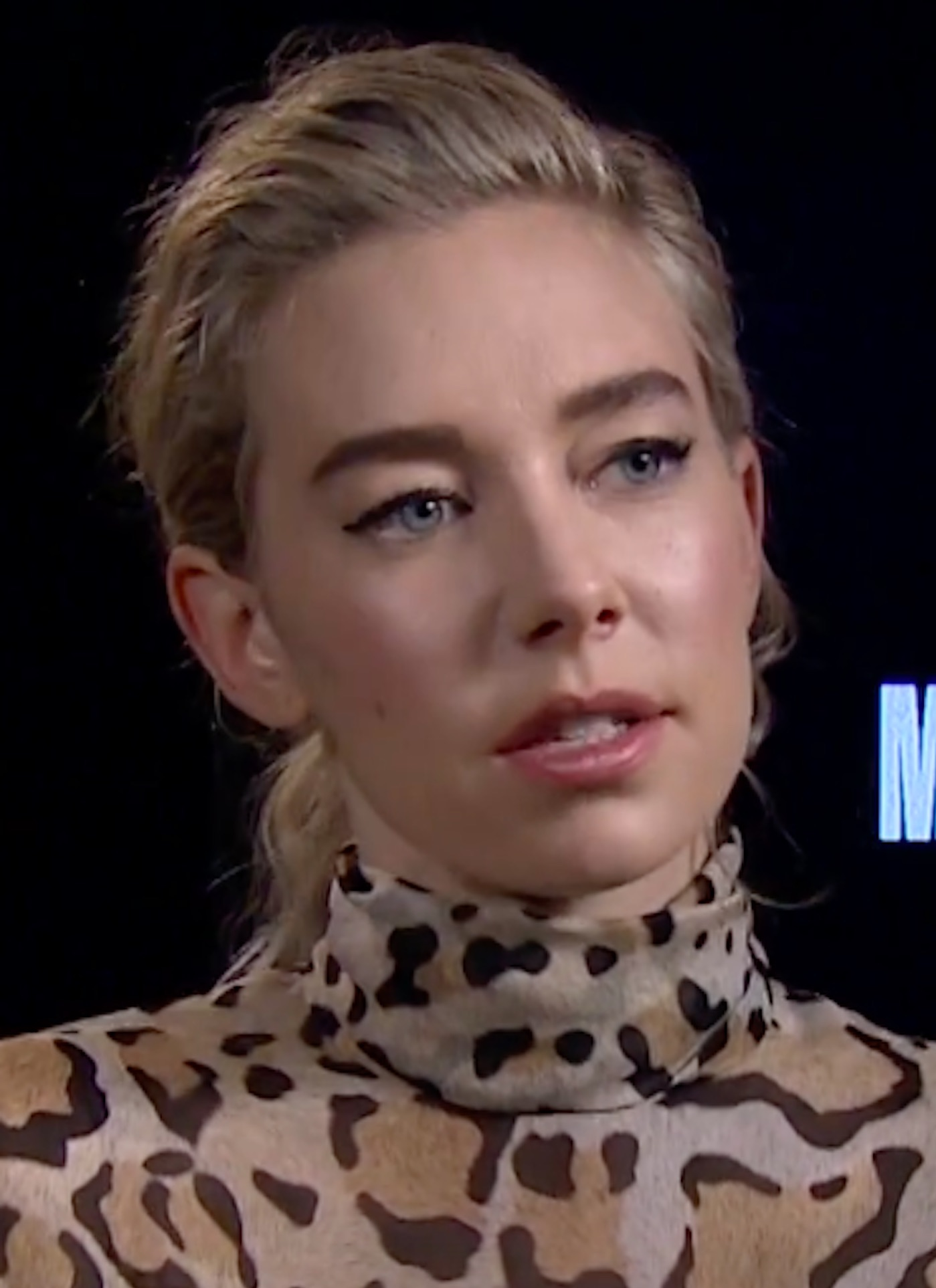
Vanessa Kirby interprète Margaret
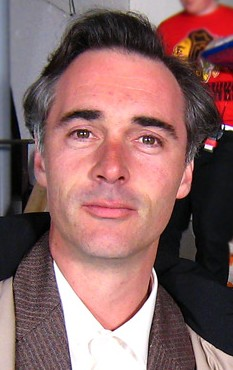
Greg Wise interprète Louis Mountbatten
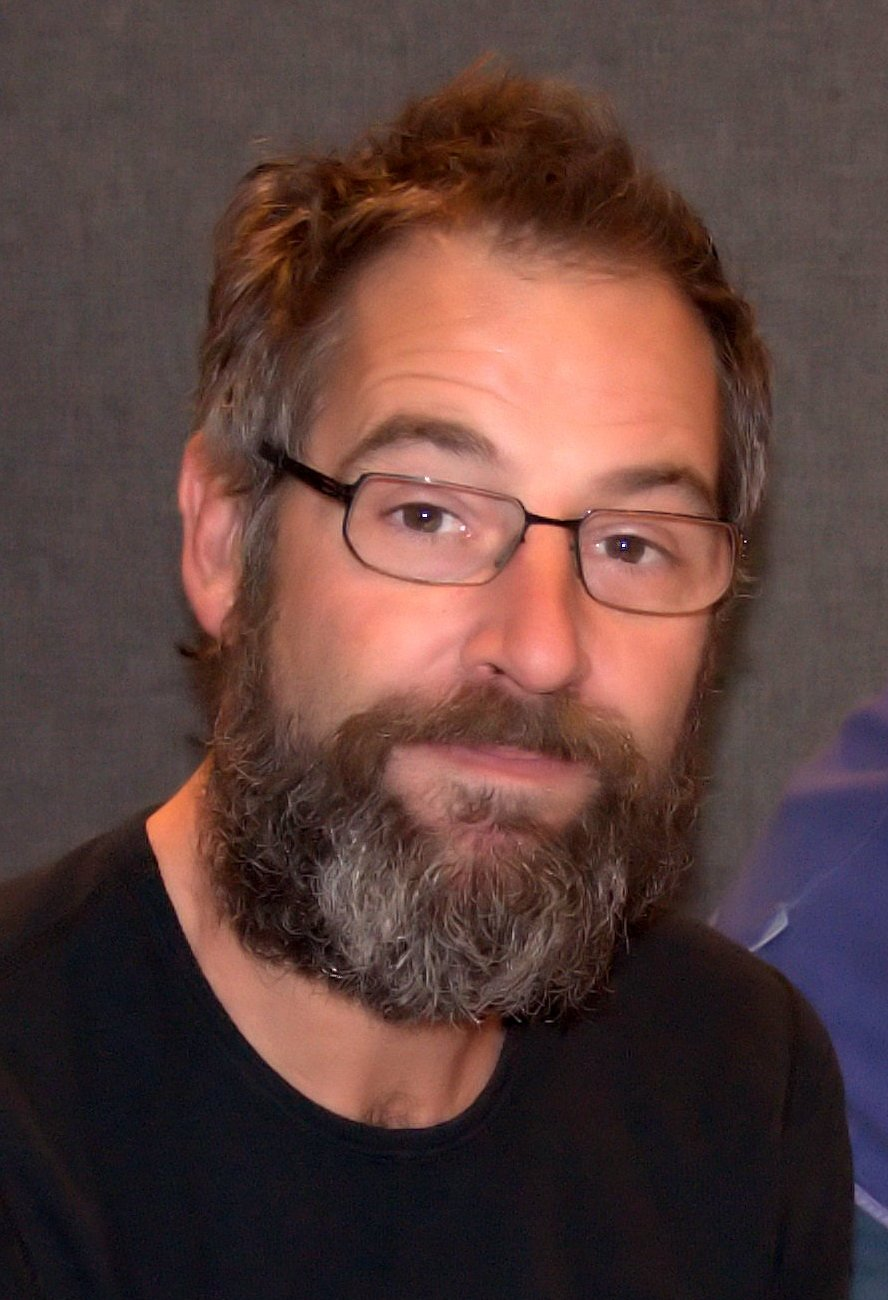
Jeremy Northam interprète Anthony Eden
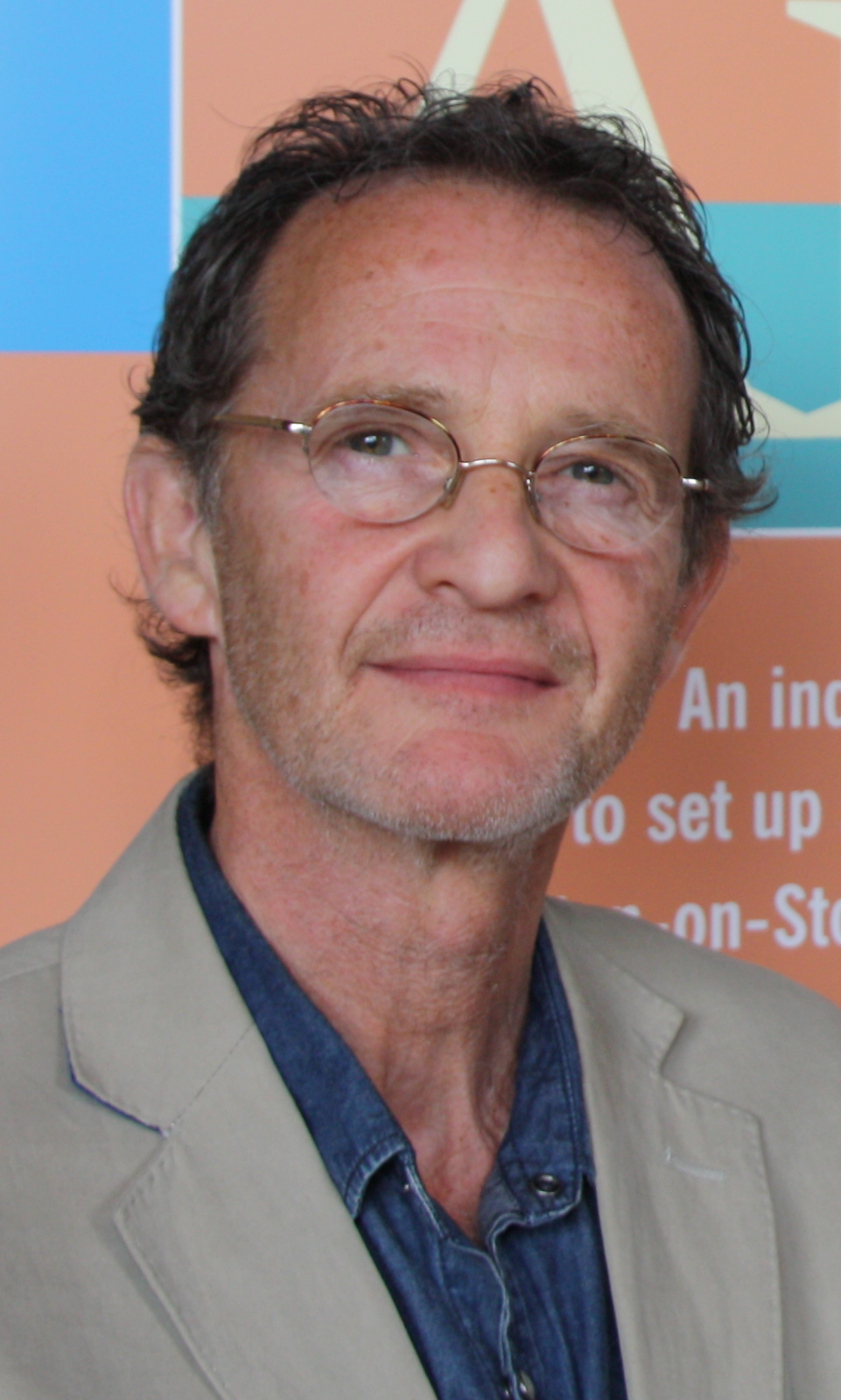
Anton Lesser interprète Harold Mcmillan
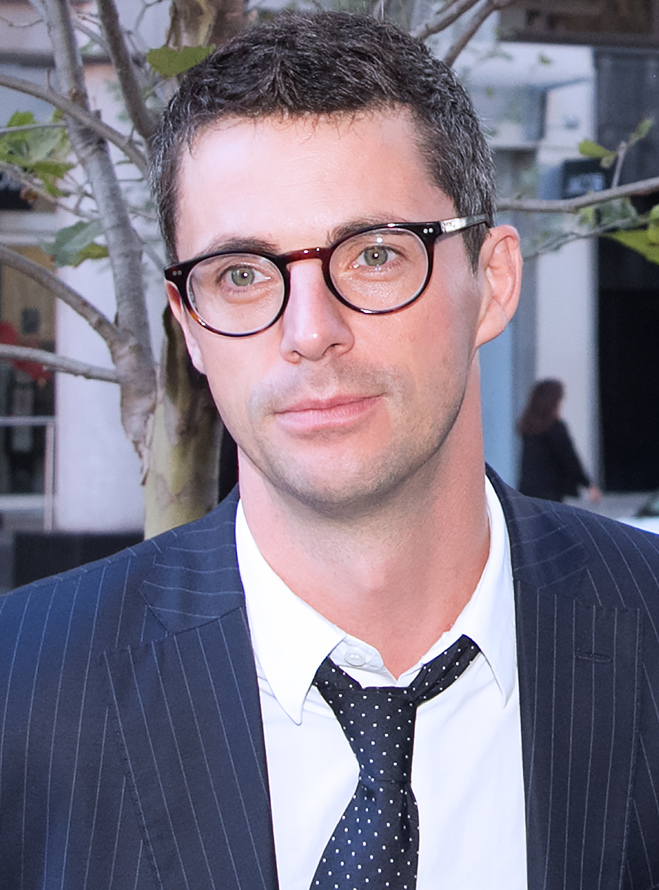
Matthew Goode interprète Antony Armstrong-Jones
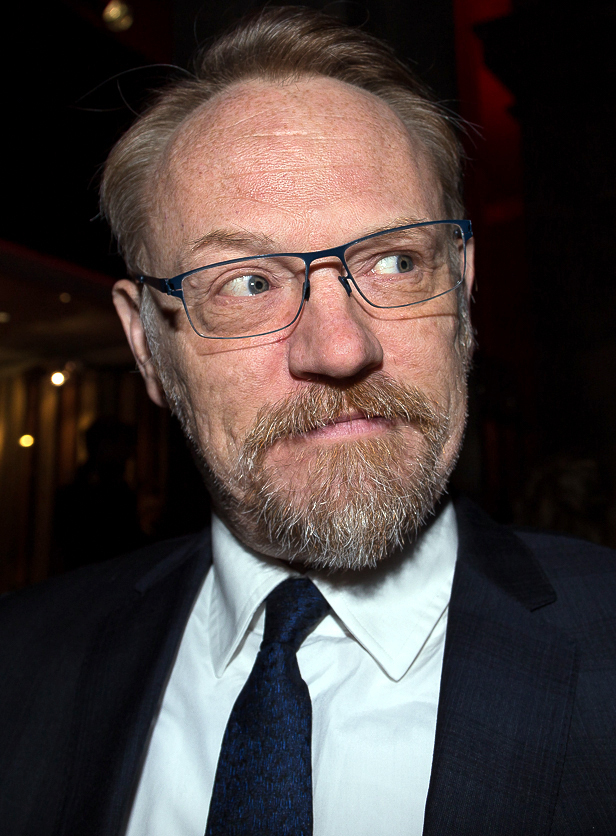
Jared Harris interprète George VI
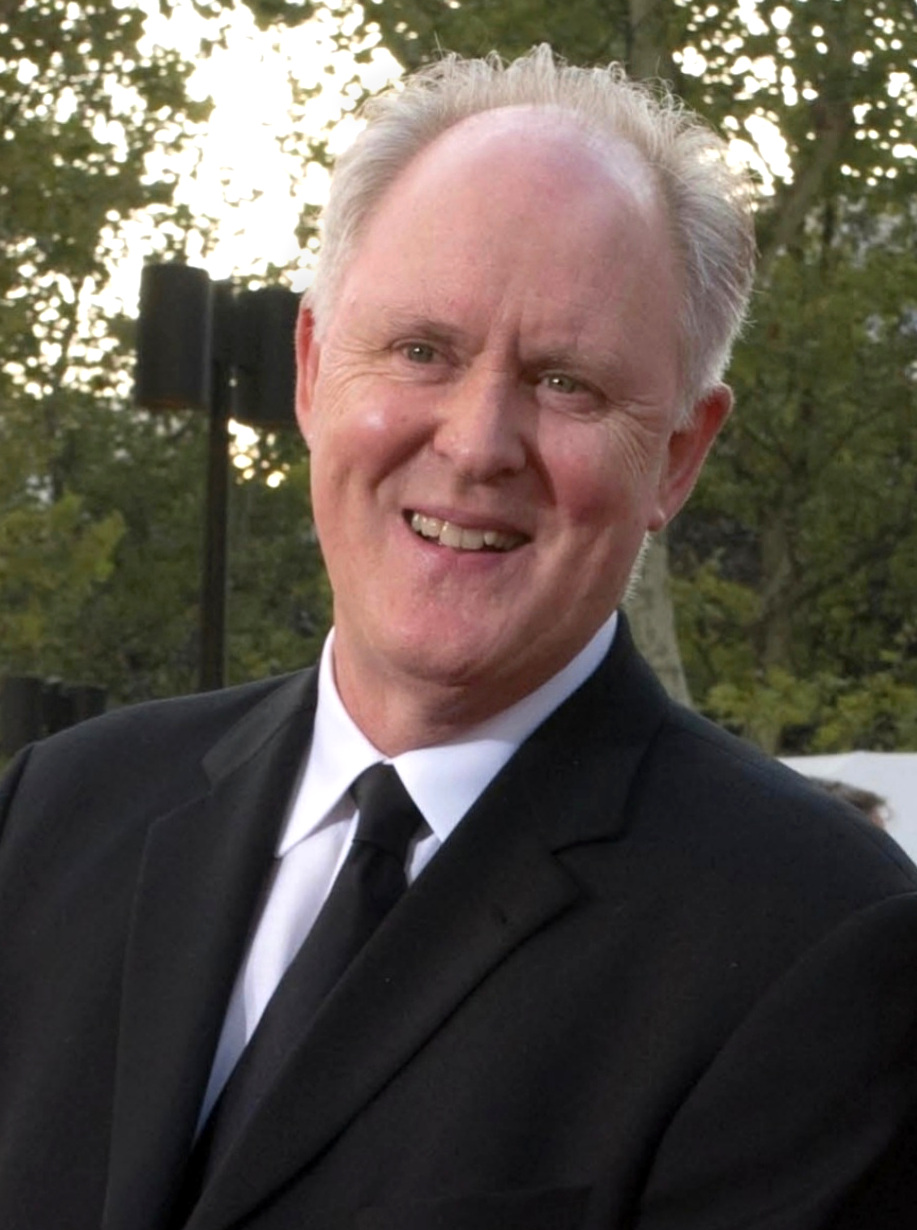
John Lithgow interprète Winston Churchill

#### Personnages récurrents
- Pip Torrens (VF : Jean-François Aupied) : Alan Lascelles dit « Tommy »
- Will Keen (VF : Pierre Tessier) : Michael Adeane
- Harry Hadden-Paton (VF : Éric Marchal) : Martin Charteris
- Clive Francis (VF : Michel Prud'homme) : Lord Salisbury
- Daniel Ings (VF : Tony Joudrier) : Mike Parker
- Patrick Ryecart (VF : Jean-Pol Brissart) : le duc de Norfolk
- Andy Sanderson : Henry de Gloucester (saison 1)
- Michael Culkin : Rab Butler (saison 1)
- Nicholas Rowe (VF : Luc Boulad) : Jock Colville (saison 1)
- Stephen Dillane (VF : Fabien Briche) : Graham Sutherland (saison 1)
- Rita McDonald Damper : Marina de Grèce (saison 1)
- Billy Jenkins : prince Charles (saisons 1 et 2)
- Julian Baring : prince Charles (saison 2)
- Finn Elliot : Philip Mountbatten adolescent (saison 2)
- Amir Boutrous : Gamal Abdel Nasser
- Harriet Walter (VF : Marie-Martine) : Clementine Churchill (saison 1)
- Rosalind Knight (en) : Alice de Battenberg (saison 1)
- Michael C. Hall (VF : Jean-François Cros) : John Fitzgerald Kennedy (saison 2)
- Jodi Balfour (VF : Stéphanie Hédin) : Jackie Kennedy (saison 2)
- John Heffernan (VF : François Santucci) : Lord Altrincham (saison 2)
- Chloe Pirrie (VF : Barbara Kelsch) : Eileen Parker (saison 2)
- Burghart Klaussner : Kurt Hahn (saison 2)
- Ed Stoppard : Tony Longdon (saison 1)
- Simon Chandler : Clement Attlee

### Saisons 3 et 4

#### Personnages principaux
- Olivia Colman (VF : Anne Dolan) : Élisabeth II
- Tobias Menzies (VF : Frédéric Popovic) : Philip Mountbatten
- Helena Bonham Carter (VF : Laurence Bréheret) : Margaret du Royaume-Uni
- Marion Bailey (VF : Françoise Pavy) : Elizabeth Bowes-Lyon
- Josh O'Connor (VF : Pascal Nowak) : Prince Charles
- Gillian Anderson (VF : Danièle Douet) : Margaret Thatcher[1] (saison 4)
- Emma Corrin (VF : Barbara Probst) : Diana Spencer[2] (saison 4)
- Ben Daniels (VF : Patrick Osmond) : Antony Armstrong-Jones (saison 3)
- Erin Doherty (VF : Leslie Lipkins) : Anne du Royaume-Uni
- Geraldine Chaplin : Wallis Simpson, duchesse de Windsor (saison 3)
- Jane Lapotaire (VF : Cathy Cerda) : Alice de Battenberg[3] (saison 3)
- Jason Watkins (VF : Jean-Pol Brissart) : Harold Wilson (saison 3)
- Emerald Fennell (VF : Marie Giraudon) : Camilla Shand[4]
- Charles Dance (VF : Philippe Catoire) : Louis Mountbatten[5]
- Michael Maloney (VF : Éric Aubrahn) : Edward Heath (saison 3)
- Andrew Buchan (VF : Tanguy Goasdoué) : Andrew Parker Bowles (saison 3)
- Stephen Boxer (en) (VF : Michel Dodane) : Denis Thatcher (saison 4)

Photos des acteurs principaux
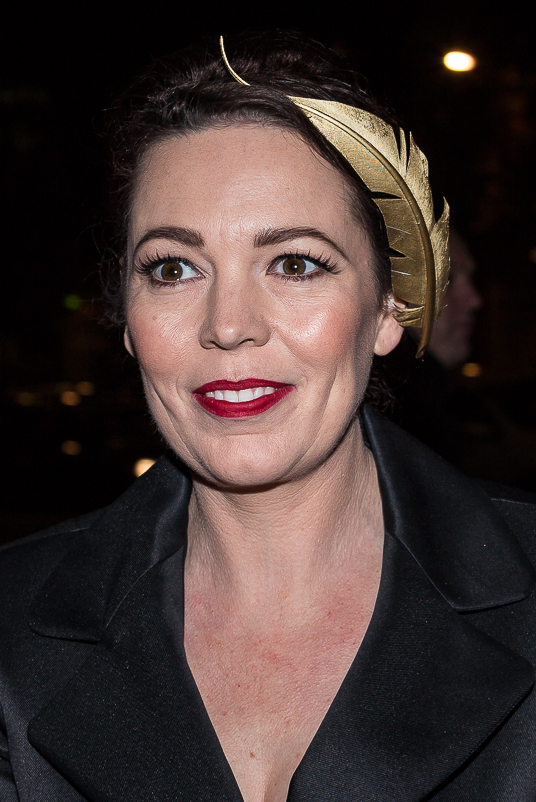
Olivia Colman interprète Élisabeth II
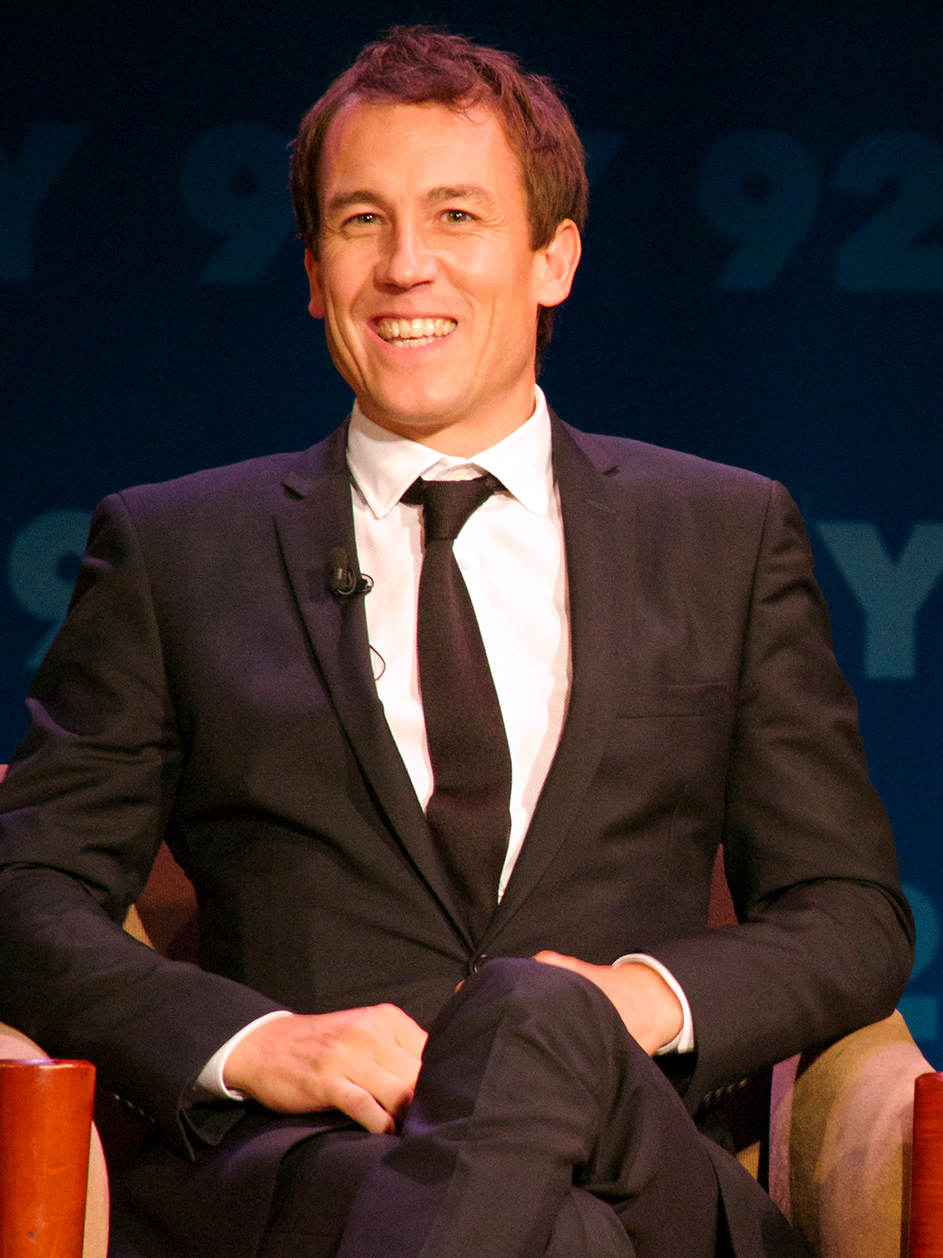
Tobias Menzies interprète Philip
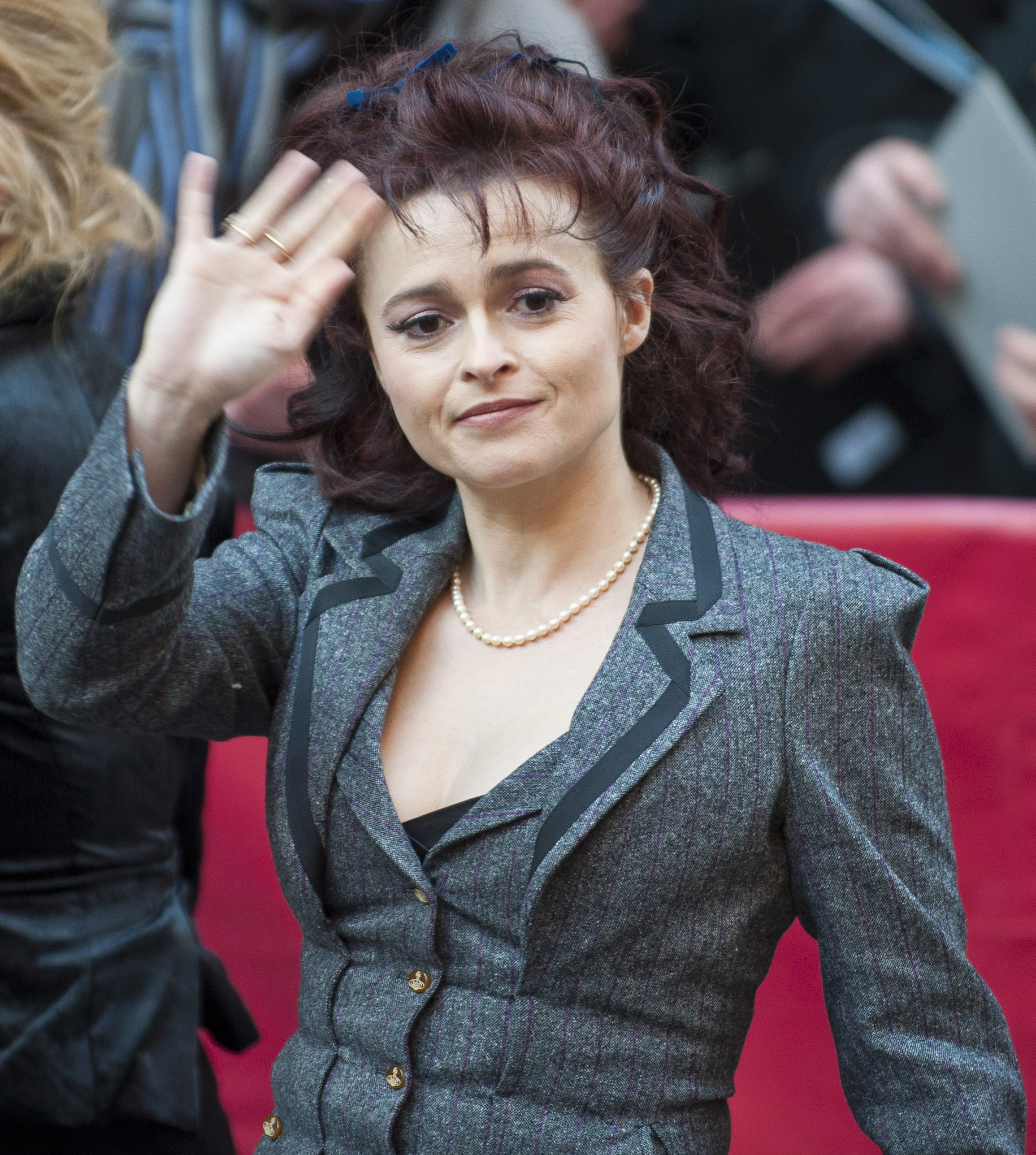
Helena Bonham Carter interprète Margaret
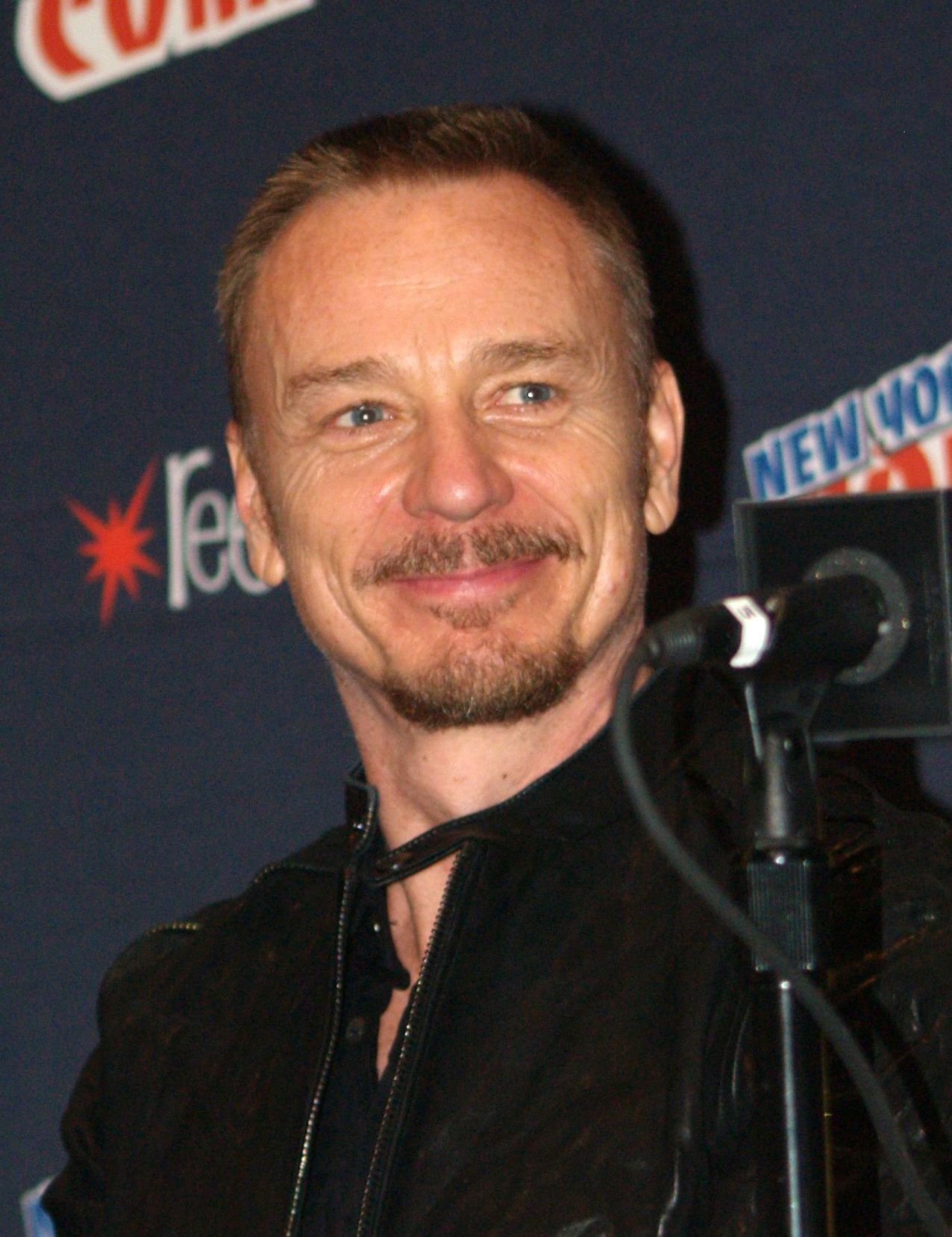
Ben Daniels interprète Anthony
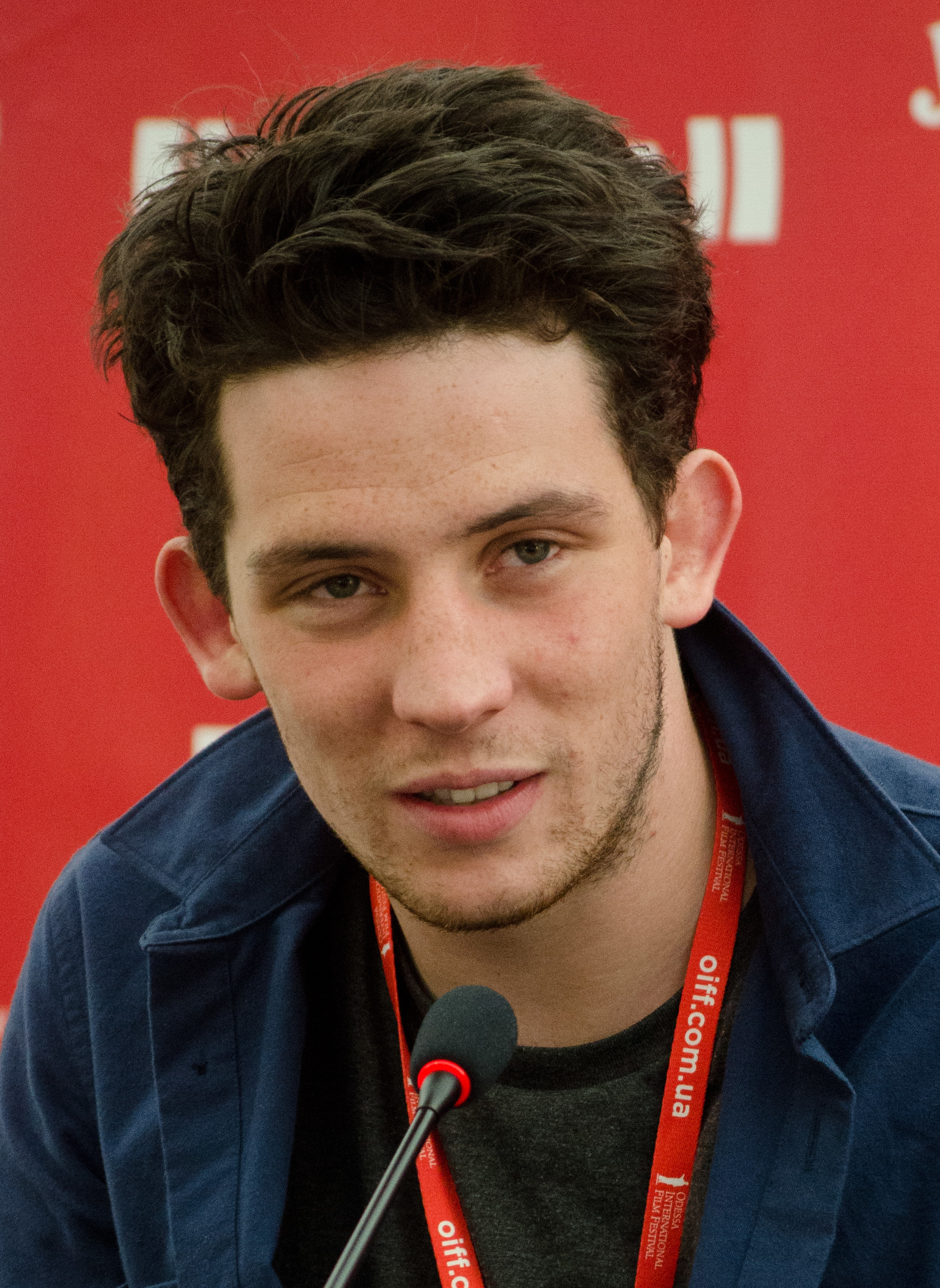
Josh O'Connor interprète Charles
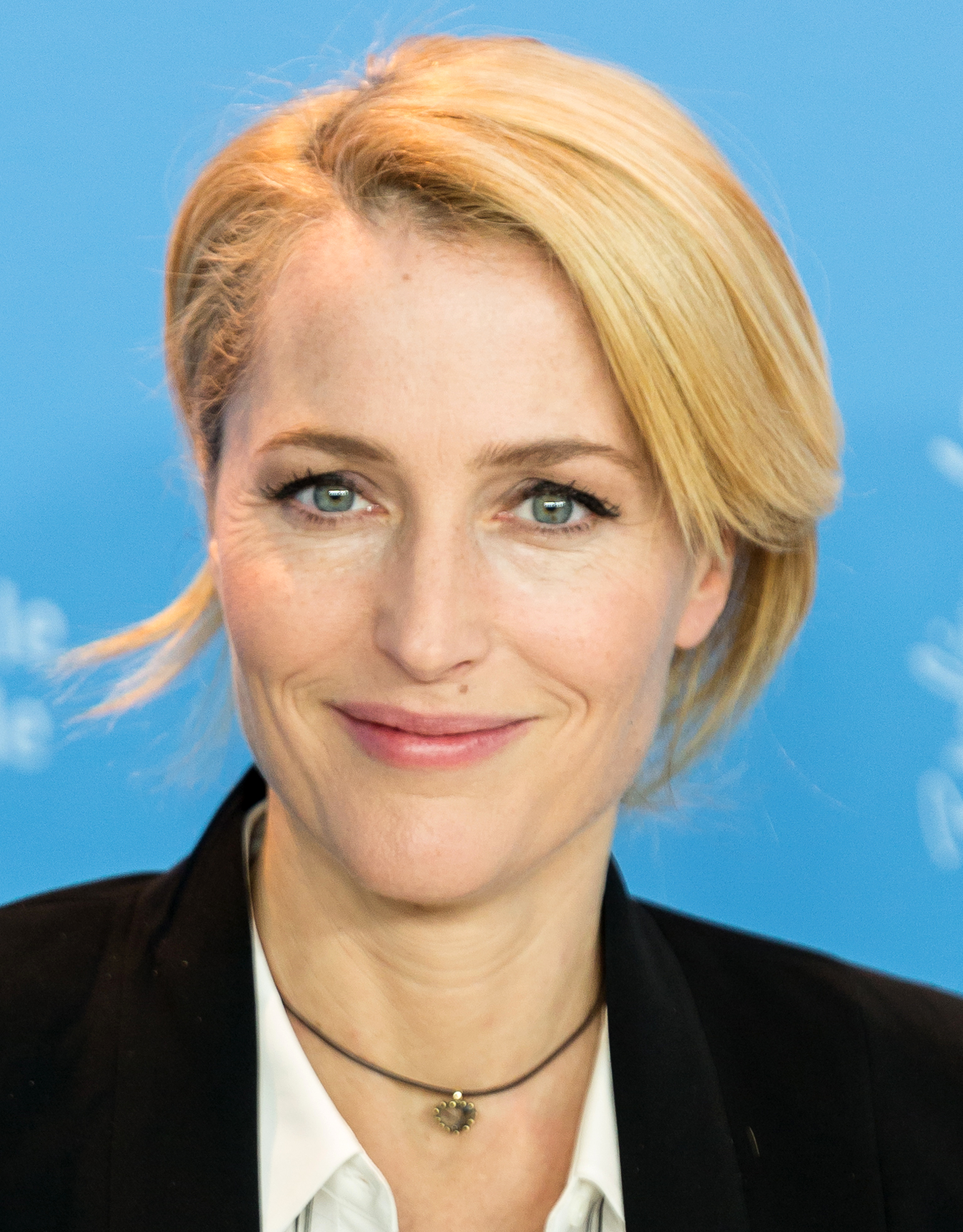
Gillian Anderson interprète Margaret Thatcher
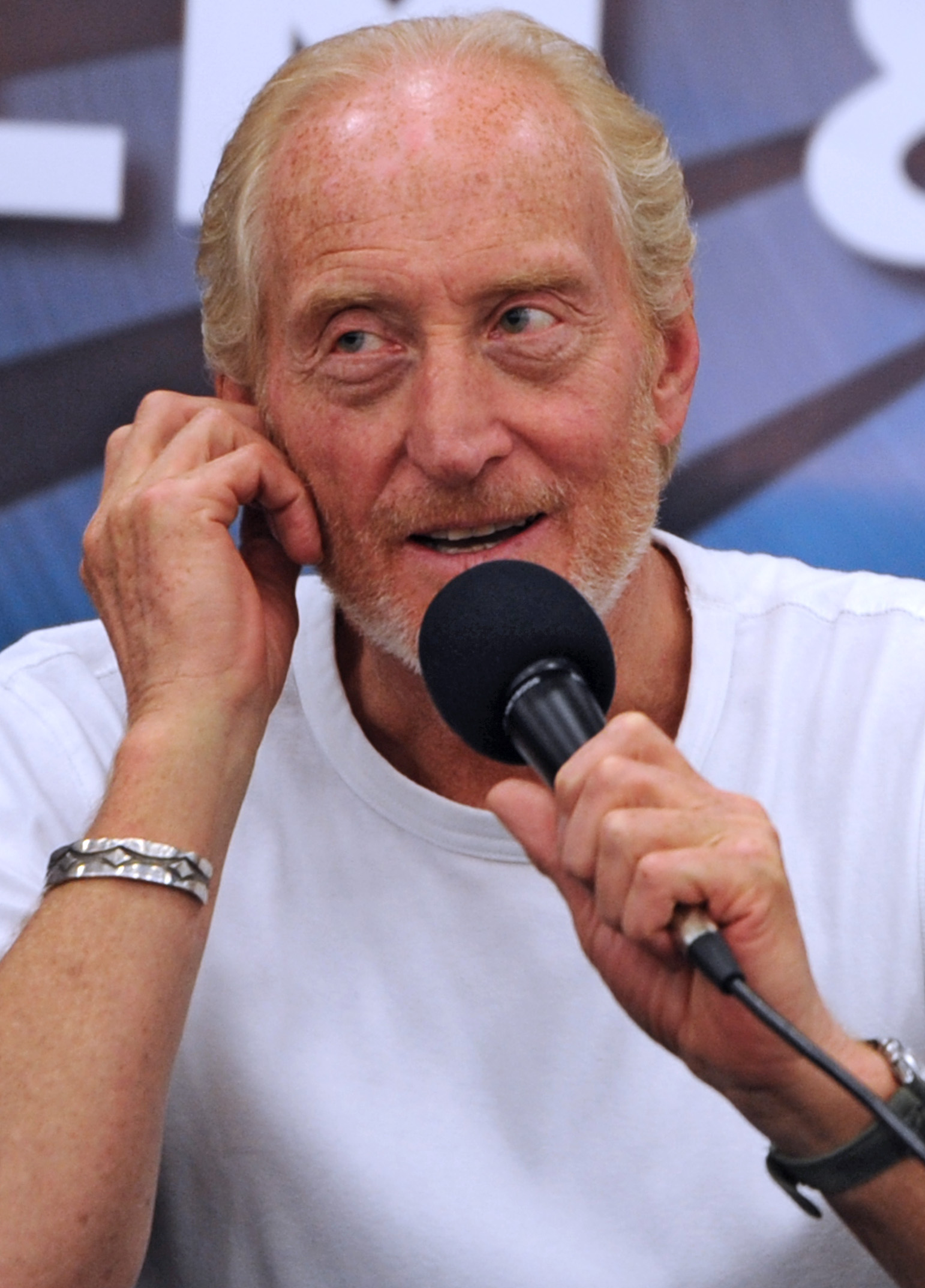
Charles Dance interprète Louis Mountbatten
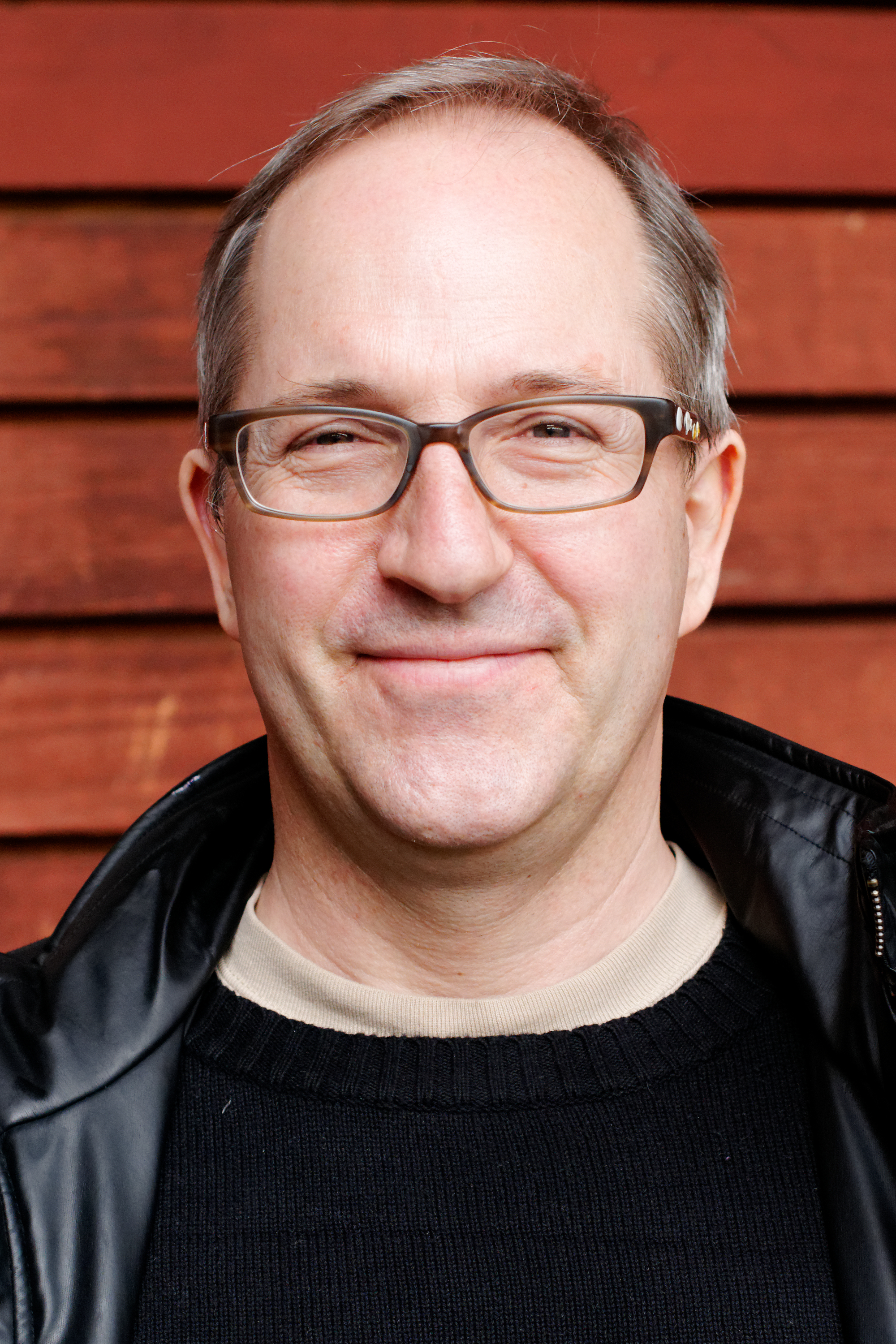
Michael Maloney interprète Edward Heath

#### Personnages récurrents
- David Rintoul (VF : Régis Lang) : Michael Adeane (saison 3)
- Charles Edwards (VF : Éric Marchal) : Martin Charteris
- Michael Thomas : Henry de Gloucester (saison 3)
- Penny Downie (VF : Cathy Cerdà) : Alice de Gloucester (saison 3)
- Alan Gill (en) : Winkie (saison 3)
- Pippa Winslow (en) : Blinkie (saison 3)
- Mark Dexter (en) : Tony Benn (saison 3)
- Lorraine Ashbourne : Barbara Castle (saison 3)
- Aden Gillett : Richard Crossman (saison 3)
- Sam Phillips (en) : l'écuyer de la reine (saison 3)
- Sinead Matthews (en) (VF : Hélène Bizot) : Marcia Williams (en) (saison 3)
- David Charles : George Thomas (saison 3)
- Stuart McQuarrie : George Thomson (saison 3)
- Patrick Ryecart : Bernard Fitzalan-Howard (saison 3)
- Connie M'Gadzah (ig) : Sydney Johnson (saison 3)
- Tom Byrne (VF : Maxime Baudoin) : Prince Andrew[6] (saison 4)
- Jessica Aquilina (VF : Elsa Davoine) : Sarah Ferguson (saison 4)
- Angus Imrie (VF : Oscar Douieb) : Prince Edward (saison 4)
- Freddie Fox (VF : Aurélien Raynal) : Mark Thatcher (saison 4)
- Rebecca Humphries (VF : Léopoldine Serre) : Carol Thatcher (saison 4)

#### Invités notables
- Mark Lewis Jones (VF : Gabriel Le Doze) : Edward Millward (en) (saison 3)
- Tim McMullan (VF : Philippe Siboulet) : Robin Woods (saison 3)
- Derek Jacobi (VF : Jean-Pierre Leroux) : Édouard VIII, duc de Windsor (saison 3)
- Harry Treadaway (VF : Brice Ournac) : Roddy Llewellyn (saison 3)
- John Lithgow (VF : Jean-Pierre Leroux) : Winston Churchill (saison 3)
- Samuel West (VF : Thierry Gondet) : Anthony Blunt (saison 3)
- Clancy Brown (VF : Michel Dodane) : Lyndon B. Johnson, 36e président des États-Unis (saison 3)
- Angus Wright (VF : Franck Capillery) : Martin Furnival Jones (en) (saison 3)
- Michael Simkins (VF : Achille Orsoni) : Patrick Dean (en) (saison 3)
- Pip Torrens (VF : Jean-François Aupied) : Tommy Lascelles (saison 3)
- Richard Harrington : Fred Phillips (saison 3)
- Colin Morgan (VF : Taric Mehani) : John Armstrong (saison 3)
- John Hollingworth (en) (VF : Thierry Kazazian) : Lord Porchester dit « Porchey » (saison 3)
- Rupert Vansittart (VF : Paul Borne) : Cecil Harmsworth King (en) (saison 3)
- Julian Glover : Cecil Boyd-Rochfort (en) (saison 3)
- John Finn : Arthur Hancock (en) (saison 3)
- Alan David (en) (VF : Jean-Bernard Guillard) : Ben Bowen Thomas (en) (saison 3)
- Henry Pettigrew (VF : Rémi Caillebot) : Neil Armstrong (saison 3)
- Felix Scott (en) (VF : Alexandre Borras) : Buzz Aldrin (saison 3)
- Andrew Lee Potts (VF : Cédric Barbereau) : Michael Collins (saison 3)
- Togo Igawa : Hirohito (saison 3)
- David Wilmot : Arthur Scargill (saison 3)
- Jessica De Gouw : Lucy Lindsay-Hogg (saison 3)
- Nancy Carroll (VF : Rafaèle Moutier) : Lady Anne Tennant (en) (saison 3)
- Dan Skinner (VF : Thierry Gondet) : Alastair Burnet (en) (saison 3)
- Tim Bentinck : John Betjeman (saison 3)
- Claire Foy (VF : Adeline Moreau) : Élisabeth II (jeune) (saison 4)
- Tom Brooke : Michael Fagan (en) (saison 4)
- Richard Roxburgh : Bob Hawke (saison 4)
- Tom Burke : Derek Jennings (saison 4)
- Nicholas Farrell : Michael Shea (saison 4)

### Saisons 5 et 6

#### Personnages principaux
- Imelda Staunton (VF : Catherine Davenier) : Élisabeth II[7]
- Jonathan Pryce (VF : Jean-Luc Kayser) : Philip Mountbatten[8]
- Lesley Manville (VF : Annie Le Youdec) : Margaret du Royaume-Uni[9]
- Dominic West (VF : Christian Gonon) : prince Charles[10]
- Elizabeth Debicki (VF : Victoria Grosbois) : Diana Spencer[11]
- Jonny Lee Miller (VF : Guillaume Lebon) : John Major[12] (saison 5)
- Olivia Williams (VF : Marie Giraudon) : Camilla Parker Bowles[13]
- Claudia Harrison (VF : Pamela Ravassard) : Anne du Royaume-Uni
- Natascha McElhone (VF : Rafaèle Moutier) : Penelope Knatchbull (saison 5)
- Marcia Warren (VF : Françoise Pavy) : Elizabeth Bowes-Lyon[14]
- Bertie Carvel (VF : Bertrand Nadler) : Tony Blair[15] (saison 6, invité saison 5)
- Salim Daw (VF : Omar Yami) : Mohamed Al-Fayed (saison 6, invité saison 5)
- Khalid Abdalla (VF : Nessym Guetat) : Dodi Al-Fayed (saison 6, invité saison 5)
- Ed McVey (VF : Tom Trouffier) : prince William[16] (saison 6)
- Luther Ford (VF : Arthur Raynal) : prince Harry (saison 6)
- Meg Bellamy (VF : Emmylou Homs) : Catherine Middleton (saison 6)

Photos des acteurs principaux.
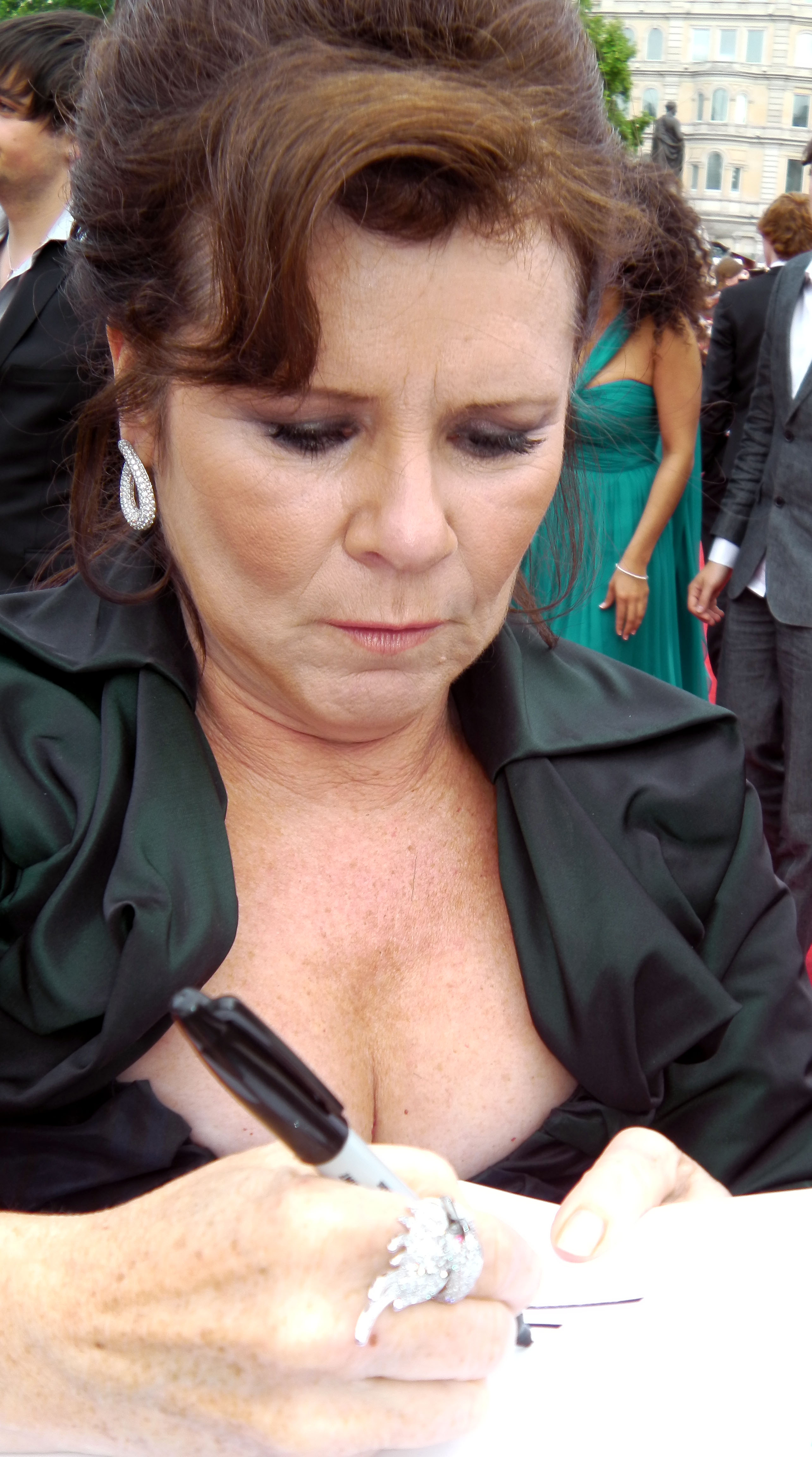
Imelda Staunton interprète Élisabeth II
Jonathan Pryce interprète Prince Philipp.
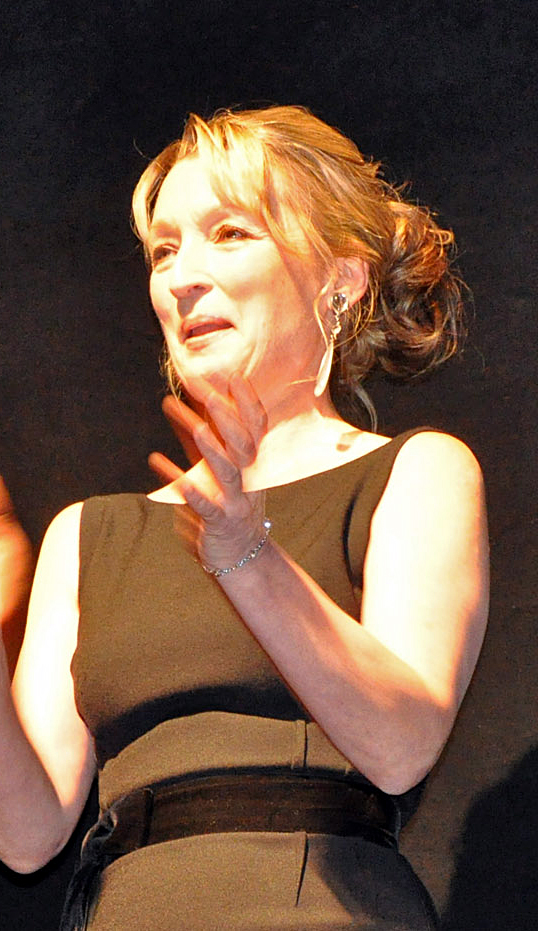
Lesley Manville interprète Margareth.
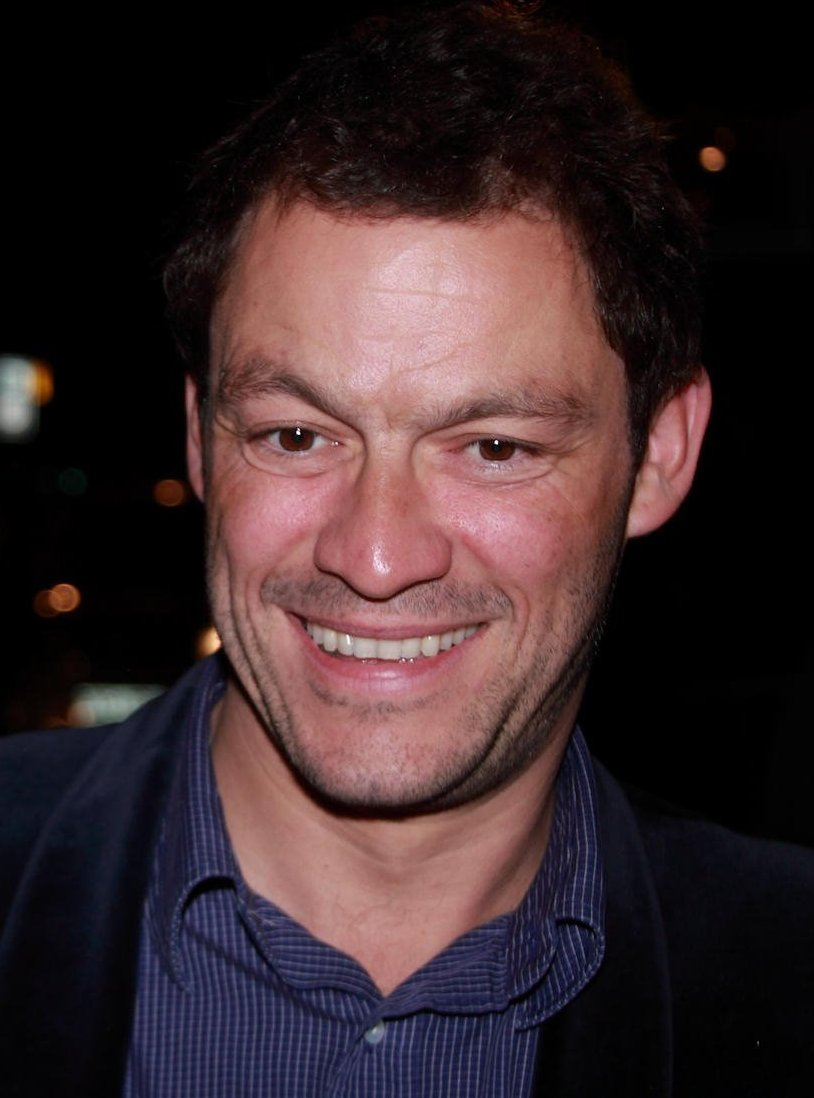
Dominic West, interprète Charles.
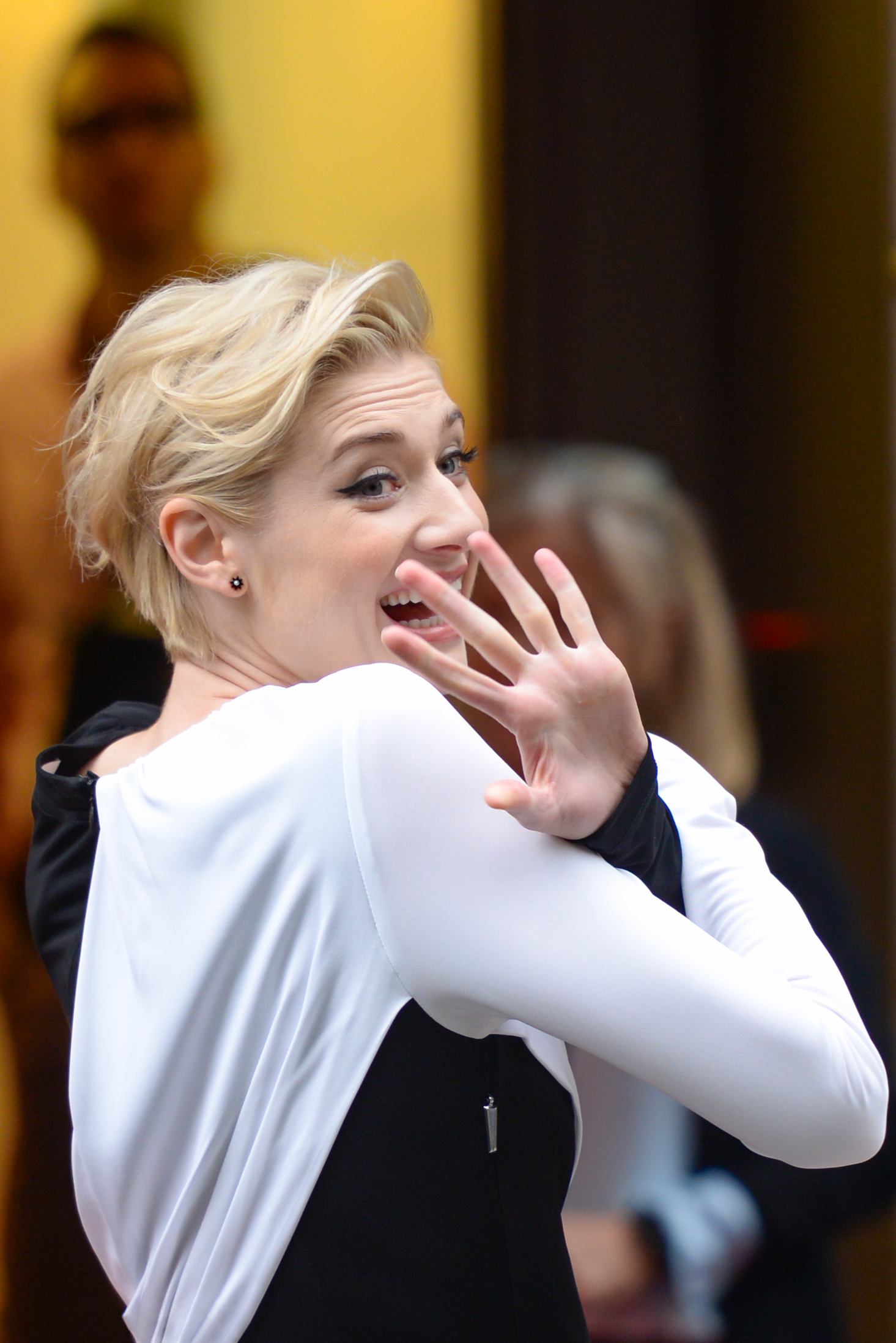
Elizabeth Debicki interprète Diana Spencer
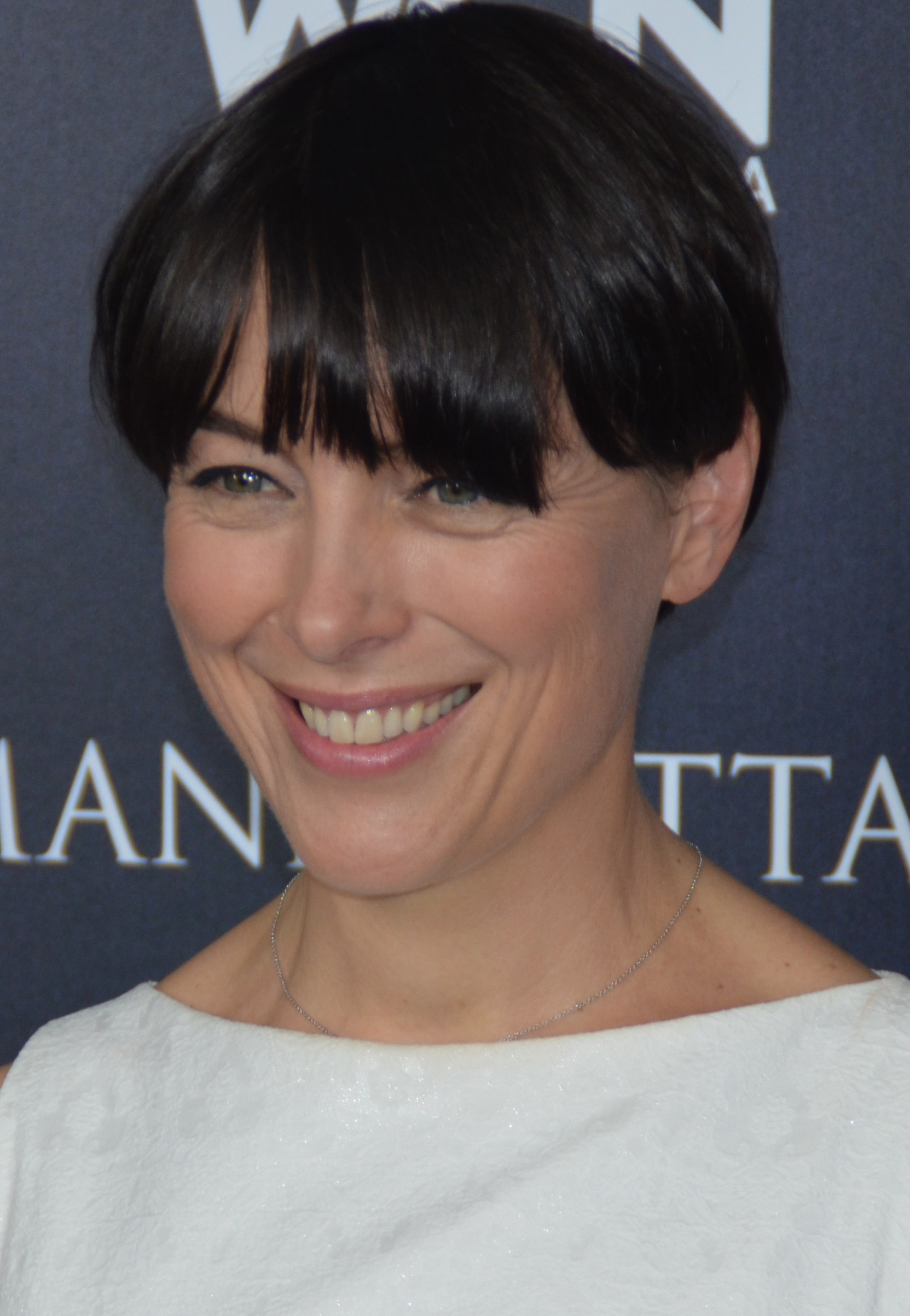
Olivia Williams interprète Camilla Parker-Bowels
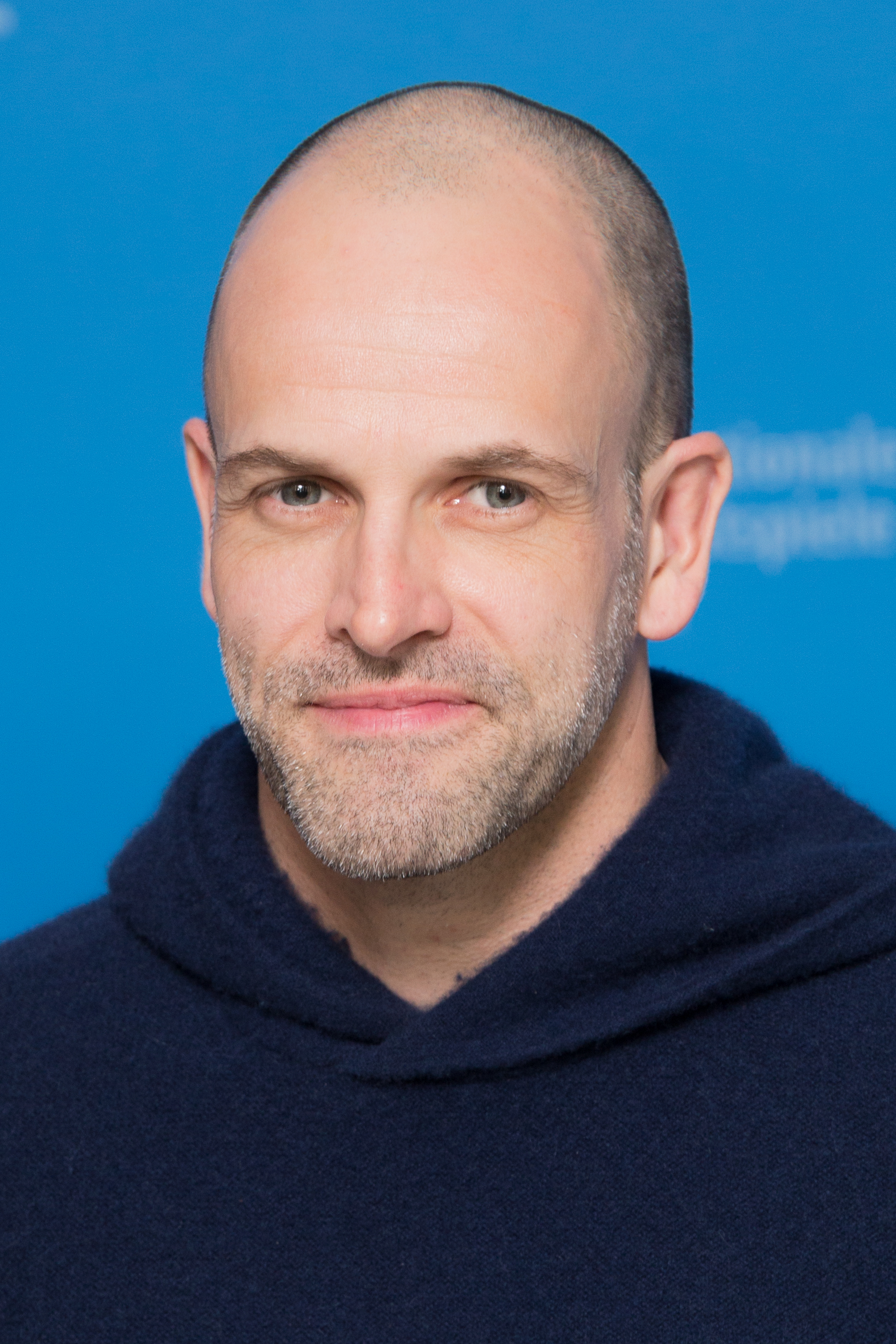
Jonny Lee Miller interprète John Major.

 Source et légende : version française (VF) sur RS Doublage, Doublage Séries Database et carton de doublage.

#### Personnages récurrents
- Flora Montgomery : Norma Major (saison 5)
- Andrew Havill (VF : Bernard Lanneau) : Robert Fellowes
- James Murray (VF : Alexandre Gillet) : prince Andrew
- Emma Laird Craig : Sarah Ferguson
- Sam Woolf : prince Edward
- Senan West (VF : Tony Sanial) : prince William[16] (enfant) (saison 5)
- Will Powell : prince Harry (enfant) (saison 5)
- Chayma Abdelkarimi : Samira Khashoggi (jeune) (saison 5)
- Humayun Saeed (en) (VF : Marc Perez) : Dr Hasnat Khan (saison 5)
- Lydia Leonard (en) : Cherie Blair (saison 6, invitée saison 5)
- Philippine Leroy-Beaulieu (VF : elle-même) : Monique Ritz (saison 5)
- Theo Fraser Steele (VF : Guillaume Bourboulon) : Timothy Laurence (saison 5)
- Jude Akuwudike (en) (VF : Jean-Baptiste Anoumon) : Sydney Johnson (saison 5)
- Rufus Kampa : prince William[16] (adolescent) (saison 6)
- Eve Best  (VF: Louise Lemoine Torrès) : Carole Middleton, mère de Catherine Middleton (saison 6)

#### Invités notables
- Claire Foy (VF : Adeline Moreau) : Élisabeth II (jeune) (saisons 5 et 6)
- Alex Jennings (VF : Philippe Valmont) : le duc de Windsor (saison 5)
- Lia Williams (VF : Clara Borras) : Wallis Simpson (saison 5)
- Vanessa Kirby : Margaret du Royaume-Uni (jeune) (saison 5)
- Ben Miles : Peter Townsend (jeune) (saison 5)
- Timothy Dalton (VF : Edgar Givry) : Peter Townsend (saison 5)
- Prasanna Puwanarajah (en) (VF : Eilias Changuel) : Martin Bashir (saison 5)
- Erin Richards : Kelly Fisher (en) (saisons 5 et 6)
- Olivia Colman : Élisabeth II (saison 6)

### Développement
Peter Morgan, scénariste du film The Queen sorti en 2006 et de la pièce de théâtre The Audience (en) sortie en 2013 annonce une série basée sur la vie de la reine Élisabeth II, celle-ci devant couvrir un règne de plus de soixante ans, un renouvellement des acteurs est prévu dès la troisième saison. La série est commandée par Netflix pour deux saisons après les refus de la BBC et de ITV. Les dix premiers épisodes de la série ont coûté 100 millions de livres aux studios Left Bank Pictures (en), faisant ainsi de The Crown la série la plus chère diffusée sur Netflix.
La saison 2, produite à Londres dès octobre 2016, sort le 8 décembre 2017 et s'intéresse à l'enfance du prince Charles et à la vie du prince Philip. Michael C. Hall y interprète le président américain John Fitzgerald Kennedy.
En octobre 2017, Netflix a confirmé que la série a été renouvelée pour une troisième et une quatrième saison.
La saison 3 sort le 17 novembre 2019 sur Netflix.
La saison 4 sort le 15 novembre 2020.
Le 31 janvier 2020, Netflix a indiqué que la série a été renouvelée pour une cinquième et dernière saison,. Peter Morgan annonce finalement le 9 juillet 2020 revenir au plan initial et produire une sixième saison.
La saison 5 sort le 9 novembre 2022.

### Casting
En novembre 2014, Claire Foy avait entamé des négociations pour représenter la reine Élisabeth II dans la série. En mai 2015, Vanessa Kirby était en négociations pour représenter la princesse Margaret. En juin 2015, John Lithgow a été désigné Winston Churchill, Foy a été confirmée en tant que reine Élisabeth II.
Les annonces pour le renouvellement de la distribution pour les saisons 3 et 4 commencent en octobre 2017, avec Olivia Colman dans le rôle principal, en remplacement de Claire Foy. Début 2018, Helena Bonham Carter est annoncée dans le rôle de la princesse Margaret. Il faut attendre la fin du mois de mars pour connaître l’interprète du prince Philip : Tobias Menzies. Fin juin 2018, sont annoncés à quelques jours d'intervalle, l'arrivée de Ben Daniels dans le rôle d'Antony Armstrong-Jones et d'Erin Doherty dans le rôle de la princesse Anne. Marion Bailey et Josh O'Connor sont annoncés le 26 juillet dans les rôles respectifs d'Elizabeth Bowes-Lyon et du prince Charles.
Le 31 janvier 2020, Netflix annonce qu'Imelda Staunton reprendra le rôle d'Élisabeth II dans les deux dernières saisons. Le 2 juillet 2020, il est annoncé que Lesley Manville reprend quant à elle le rôle de la princesse Margaret. Le 13 août 2020, il est annoncé que Jonathan Pryce reprend le rôle du prince Philip. Le 16 août 2020, Elizabeth Debicki est annoncée dans le rôle de Diana Spencer.

### Tournage
On[Qui ?] estime que 25 % de la première saison a été filmée aux studios d'Elstree de Borehamwood, dans le Hertfordshire, le reste étant filmé sur place, prenant en tout 152 jours. Le tournage de la deuxième saison a débuté au début d'octobre 2016. Chaque épisode des deux premières saisons durerait environ 22 jours, et coûterait environ 5 millions de livres sterling (7 millions de dollars américains). Le tournage de la troisième saison a débuté en juillet 2018 et s'est achevé en février 2019. Le tournage de la quatrième saison a débuté en août 2019, et s'est terminé en mars 2020. Le tournage a été maintenu pendant sa dernière semaine de production malgré la pandémie de Covid-19 ; la série a été l'une des dernières à tourner durant cette période de troubles.
Début 2022, le tournage de la série est victime d'un vol d'objets de grande valeur, pour un montant de 200 000 euros. Le tournage de la série n'est pas interrompu.
Après la mort d'Élisabeth II, le 8 septembre 2022, le tournage de la saison 6 est suspendu « en signe de respect » jusqu'aux funérailles de la reine,,.

### Fiche technique
Sauf indication contraire, les informations mentionnées dans cette section peuvent être confirmées par la base de données cinématographiques IMDb,  présente dans la section « Liens externes ».
- Titre original et français : The Crown
- Création : Peter Morgan
- Réalisation : Benjamin Caron, Stephen Daldry, Philip Martin, Julian Jarrold, Philippa Lowthorpe
- Scénario : Peter Morgan d'après sa pièce de théâtre : The Audience (2013)
- Direction artistique : Mark Raggett, Louise Lannen, Renátó Cseh, Kirk Doman
- Décors : Martin Childs
- Costumes : Michele Clapton, Timothy Everest
- Photographie : Adriano Goldman
- Casting : Nina Gold, Robert Sterne
- Musique : Rupert Gregson-Williams (saisons 1 et 2), Lorne Balfe (saison 2), Martin Phipps (saison 3 et 4), Hans Zimmer (thème principal)
- Production : Stephen Daldry, Peter Morgan, Allie Goss, Andy Harries, Robert Fox
- Sociétés de production : Left Bank Pictures (en), Sony Pictures Television
- Sociétés de distribution : Netflix
- Pays d'origine :  États-Unis,  Royaume-Uni
- Langue originale : anglais
- Format : couleur - 2,00:1 - son Dolby Digital
- Genre : drame, biopic
- Nombre de saisons : 6
- Nombre d'épisodes : 50
- Durée : 47-61 minutes
- Date de première diffusion : 4 novembre 2016

## Diffusion
Les deux premiers épisodes de la série sont sortis en salles au Royaume-Uni le 1er novembre 2016. La première saison est diffusée dans le monde entier à partir du 4 novembre 2016. La deuxième saison sort le 8 décembre 2017 et la troisième le 17 novembre 2019. La quatrième saison sort le 15 novembre 2020.
Alors que la cinquième saison était prévue pour 2022, le 13 décembre 2020, Netflix a affirmé que les saisons 5 et 6 de la série seront diffusées « prochainement ». Une annonce qui laisse penser que les deux saisons (5 et 6) seront tournées d'une manière rapprochée, pour une diffusion durant 2021.
La saison 5 sortira finalement le 9 novembre 2022.

## Épisodes

### Première saison (2016)
La première saison de dix épisodes est disponible depuis le 4 novembre 2016 sur Netflix.
Cette première saison aborde la période de la vie de la reine Élisabeth II allant de 1947 à 1955.
Cette saison décrit l'accession au trône de la reine Élisabeth II ainsi que de l'idylle de la princesse Margaret avec le colonel d'aviation Peter Townsend et la fin de carrière de Winston Churchill.
Cette première saison réunit pour la seconde fois Eileen Atkins et Claire Foy, qui ont déjà tourné ensemble dans la série Maîtres et Valets ; elles retrouvent le temps d'un épisode, Ed Stoppard, qui avait tourné dans la même série.

### Deuxième saison (2017)
La deuxième saison de dix épisodes est disponible depuis le 8 décembre 2017 sur Netflix.
Cette seconde saison aborde la période de la vie de la reine Élisabeth II allant de 1956 à 1964.
Cette saison traite davantage des histoires personnelles du couple royal et du duc d'Édimbourg, ainsi que de l'éducation du prince Charles. Elle aborde également la rencontre de la princesse Margaret avec Antony Armstrong-Jones et leur mariage, la crise du canal de Suez, la rencontre entre Jackie Kennedy et la reine, mais aussi les différents voyages du duc d'Édimbourg et son histoire personnelle.
Harry Hadden-Paton, Matthew Goode et Harriet Walter ont déjà tourné ensemble lors de la sixième saison de la série Downton Abbey.

### Troisième saison (2019)
La troisième saison de dix épisodes est disponible depuis le 17 novembre 2019 sur Netflix.
Cette troisième saison aborde la période de la vie de la reine Élisabeth II allant de 1964 à 1976.
Elle s'intéresse à l'évolution du couple Windsor, à nouveau sur la relation du duc d'Édimbourg et de son épouse, Élisabeth II. Y est abordé le divorce de la princesse Margaret et d'Antony Armstrong-Jones, ainsi que la rencontre du prince Charles et de Camilla Shand, avant l'arrivée de Diana Spencer. Enfin, elle s'intéresse au retour de Wallis Simpson en Angleterre, à la suite de la mort de son époux, le duc de Windsor, à la grève des mineurs en 1974, à la catastrophe d'Aberfan et à l'intronisation de Charles comme prince de Galles, et enfin au décès de Winston Churchill.

### Quatrième saison (2020)
La quatrième saison se compose de dix épisodes. Elle est disponible depuis le 15 novembre 2020 sur Netflix. L'intrigue se déroule entre 1977 et 1990. Plébiscitée par l'ensemble des critiques, la saison a été récompensée 4 fois aux Goldens Globes dont trois fois pour ses interprètes.
Cette saison se concentre sur l'arrivée de Diana Spencer au sein de la famille royale, en passant par son mariage avec le prince Charles ainsi que la naissance du prince William. On suit également l'existence de deux cousines handicapées de Élisabeth II et Margaret, Nerissa et Katherine Bowes-Lyon. Mais surtout, la saison étudie la politique et les relations tendues entre la reine et Margaret Thatcher, première femme au poste de premier ministre du Royaume-Uni.

### Cinquième saison (2022)
La cinquième saison se compose de dix épisodes. Elle est diffusée le 9 novembre 2022.
L'intrigue couvre la période allant de l’accession au pouvoir de John Major en 1990, jusqu'au démantèlement du navire Britannia, mais n'allant pas jusqu'au tragique accident de voiture de la princesse de Galles en 1997. La saison aborderait également les nombreux divorces qui ont eu lieu au sein de la famille royale au début des années 1990, tels que celui du prince Andrew et de Sarah Ferguson, celui de la princesse Anne, et enfin celui du prince Charles et de Diana Spencer.

### Sixième saison (2023)
La sixième saison se compose de dix épisodes. Elle est diffusée en deux parties, les 16 novembre et 14 décembre 2023.
Après y avoir renoncé un temps, une sixième et dernière saison est finalement prévue. La saison 6 ne devrait pas aller plus avant dans l'Histoire de la monarchie britannique. Selon le show runner, cette 6e saison devrait permettre d'explorer plus en profondeur la dernière décennie du XXe siècle.
La saison 6 s'ouvre sur l'accident de voiture de la princesse de Galles à Paris, avant un retour en arrière narratif.
Seront abordés également les décès successifs de la princesse Margaret et de la reine mère Elizabeth. La saison relatera en parallèle la rencontre entre le prince William et Catherine Middleton et se conclura sur le mariage du prince Charles et de Camilla Parker Bowles, le 9 avril 2005.
Finalement, elle parlera du XXIe siècle, sans aborder la mort de la reine.

## Précision historique
Peggy Noonan du Wall Street Journal a souligné l'exactitude historique de la série et plaidé pour « plus de vérité dans l'art et le divertissement ». Donal McCabe, chargé de la communication de la reine Élisabeth II, a précisé que « la maison royale n'a jamais accepté de vérifier ou d'approuver le contenu de la série, n'a jamais demandé à savoir quels sujets seraient abordés et n'exprimera jamais de point de vue sur l'exactitude du programme ». La reine a confié avoir regardé au moins les deux premières saisons et avoir apprécié la première, tout en estimant que « certains événements ont été dramatisés »,.
Toutefois, à la suite des réactions suscitées par la quatrième saison et l'arrivée du personnage de Diana Spencer, le gouvernement britannique, par son secrétaire d'État à la Culture Oliver Dowden, demande à Netflix de mentionner avant la diffusion de la série le fait qu'il s'agisse d'une fiction. Il craint notamment que les plus jeunes spectateurs, n'ayant pas vécu les périodes concernées, prennent les scènes relatées par la série pour une réalité.
La série laisse entendre que la reine et le premier ministre, Winston Churchill, ont forcé la princesse Margaret à renoncer à son projet d'épouser le colonel Peter Townsend. Dans cette série, la reine dit à sa sœur que si elle épouse Townsend, elle ne sera plus un membre de la famille en raison de la loi de 1772 sur les mariages royaux. Pourtant, il a pu être montré que non seulement la reine, à la différence de l'Église d'Angleterre, n'a pas toujours été opposée à ce mariage, mais aussi que des efforts ont été faits par le gouvernement dans un second temps (quand la princesse eut 25 ans) pour permettre ce mariage et autoriser la princesse à conserver son titre royal et son allocation de liste civile, à rester dans le pays et même à poursuivre ses fonctions publiques, ne renonçant, dans cette éventualité, qu'à sa place dans l'ordre de succession au trône britannique.
Dans la saison 1, un tableau de la reine est présent dans un bâtiment de la Compagnie universelle du canal maritime de Suez et l'anglais semble la langue d'usage. Or, cette entreprise était en fait de droit français et de nombreux cadres étaient français.
La reconstitution de l'ablation du poumon cancéreux du roi, réalisée à l'origine par Sir Clement Price Thomas (en), a été étudiée et planifiée par Pankaj Chandak (en), spécialiste en chirurgie de greffe au Guy's Hospital de Londres. Chandak et son équipe chirurgicale sont également devenus des acteurs de la scène. Le modèle chirurgical du roi George VI a été offert au Gordon Museum of Pathology (en) à titre de référence pédagogique.
S'il est historiquement exact que la reine Élisabeth II a bien moralement condamné le duc de Windsor après avoir été informée des Dossiers de Marbourg, lui refusant toute nouvelle fonction officielle, ainsi que l'intéressé l'eut souhaité, il n'en est pas moins avéré que le duc resta encore en contact avec la famille royale et que ses apparitions en public se poursuivirent.
La description de la relation avec Jackie Kennedy a attiré des critiques. Les rapports indiquent qu'elle avait décrit le prince Philip comme « gentil mais nerveux » et que, dans l'ensemble, il n'y avait aucun lien entre eux. L'idée que la reine Élisabeth II se soit rendue au Ghana en réaction de concurrence par rapport à la popularité de Jackie Kennedy a été jugée ridicule par certains. Les critiques de l'épisode ont aussi noté que celui-ci taisait des événements plus significatifs de la visite, notamment le fait que la sœur de Kennedy et son époux le prince Stanisław Albrecht Radziwiłł (en) avaient initialement été exclus de la liste d'invitation au banquet, car ils étaient tous deux divorcés, mais avaient finalement été invités, tandis que la princesse Margaret et la princesse Marina n'ont pas assisté à la cérémonie, malgré le fait que les Kennedy aient apparemment voulu les rencontrer,.
Gordonstoun School a réagi à sa représentation négative dans la deuxième saison, affirmant que les réactions personnelles du prince Charles à l'école avaient été extrêmement positives. L'historien royal Hugo Vickers a déclaré que le même épisode décrivait de manière erronée la mort de la sœur de Philip dans un accident d'avion comme étant le résultat de sa mauvaise conduite à Gordonstoun, déclarant : « Je ne comprends pas comment des réalisateurs sérieux peuvent vouloir transformer une tragédie aussi terrible en une série de scènes inventées sans rapport avec la vérité ». Concernant ce même épisode, la reine a réagi après la représentation très froide des relations entre le prince Philip et son fils Charles, estimant que Philip a été dépeint comme un père insensible,.
Dans la saison 3, la reine manifeste sa perplexité quant à l'entrée du Royaume-Uni dans la Communauté économique européenne en critiquant le premier ministre Heath au début des années 1970. Ceci peut laisser penser qu'Élisabeth II serait défavorable à la construction européenne, ce qui peut sembler contestable.

## Accueil critique
| Saison | Critique                | Critique              |
| Saison | Rotten Tomatoes         | Metacritic            |
| ------ | ----------------------- | --------------------- |
| 1      | 8,77/10 (71 critiques)  | 81/100 (29 critiques) |
| 2      | 8,35/10 (82 critiques)  | 87/100 (27 critiques) |
| 3      | 8,54/10 (100 critiques) | 84/100 (30 critiques) |
| 4      | 8,60/10 (110 critiques) | 86/100 (28 critiques) |

The Crown a été salué comme une comédie dramatique par la presse, décrit par The Telegraph comme « le meilleur feuilleton télévisé » et a reçu une note de 5/5, bien que certains critiques, comme dans The Times, se soient inquiétés du fait que certains épisodes aient été filmés dans des lieux autres que ceux de la réalité.
Le site Web d'agrégateur de critiques Rotten Tomatoes a rapporté 89 % d'approbation pour la première saison, sur la base de 71 avis avec une note moyenne de 8,77/10. Son consensus critique se lit comme suit : « Des performances puissantes et une cinématographie somptueuse font de The Crown une production de premier ordre digne de son grand sujet ». Sur Metacritic, la série détient un score de 81 sur 100, basé sur 29 critiques, indiquant une « acclamation universelle ».
Rotten Tomatoes a rapporté un taux d'approbation de 89 % pour la deuxième saison sur la base de 83 avis, avec une note moyenne de 8,35/10. Le consensus critique du site Web se lit comme suit : « The Crown continue son règne avec une deuxième saison sûre d'elle-même qui se livre à des drames et à de somptueux costumes ». Sur Metacritic, la deuxième saison détient un score de 87 sur 100, basé sur 27 critiques, conservant l'indication de la première saison de « renommée universelle ».
Rotten Tomatoes a rapporté un taux d'approbation de 90 % pour la troisième saison sur la base de 100 avis, avec une note moyenne de 8,54/10. Son consensus critique se lit comme suit : « Olivia Colman brille, mais alors que The Crown avance de manière fiable et luxueuse à travers le temps, elle trouve de l'espace pour les personnages qui l'entourent, offrant ainsi à l'ensemble attrayant de briller aussi ». Sur Metacritic, la saison détient un score de 84 sur 100 sur la base de 30 critiques, indiquant une « acclamation universelle ».
La quatrième saison de la série a cependant reçu un accueil mitigé. Très appréciée par le public, elle n'aurait cependant pas convaincu certains membres de la famille royale étant donné qu'ils ne sont pas présentés sous leur meilleur jour. En effet, certaines critiques affirment que l'adaptation des événements historiques est trompeuse et nuit à la réputation de la monarchie. Ainsi, le gouvernement britannique, notamment le secrétaire d'État au Numérique, à la Culture, aux Médias et aux Sports, Oliver Dowden, a fait pression sur Netflix afin d'ajouter un avertissement, dirigé aux téléspectateurs, pour préciser que la série reste un drame fictif. Netflix a répondu en déclarant qu'il n'en voyait pas la nécessité et n'a aucune intention de changer d'avis.
En 2021, au cours d'une interview, le prince Harry se déclare « bien plus à l’aise avec The Crown qu’avec les histoires écrites [dans la presse] », considérant la série comme une fiction.

## Distinctions

### Récompenses
- Golden Globes 2017 :
  - Meilleure série dramatique
  - Meilleure actrice dans une série dramatique pour Claire Foy
- Screen Actors Guild Awards 2017 :
  - Meilleur acteur dans une série télévisée dramatique pour John Lithgow
  - Meilleure actrice dans une série télévisée dramatique pour Claire Foy

- Screen Actors Guild Awards 2018 : meilleure actrice dans une série télévisée dramatique pour Claire Foy
- Primetime Emmy Awards 2018 :
  - Meilleure actrice dans une série télévisée dramatique pour Claire Foy
  - Meilleure réalisation pour une série télévisée dramatique pour Stephen Daldry, pour l'épisode Pater familias
- Creative Arts Emmy Awards 2018[83] :
  - Meilleur casting pour un drama
  - Meilleure photo
  - Meilleurs costumes historiques
- Golden Globes 2020 : Meilleure actrice dans une série télévisée dramatique pour Olivia Colman
- Screen Actors Guild Awards 2020 : Meilleure distribution pour une série dramatique
- Golden Globes 2021 :
  - Meilleure série dramatique
  - Meilleur acteur dans une série dramatique pour Josh O'Connor
  - Meilleure actrice dans une série dramatique pour Emma Corrin
  - Meilleure actrice dans un second rôle dans une série, une mini-série ou un téléfilm pour Gillian Anderson
- Primetime Emmy Awards 2021 :
  - Meilleure série télévisée dramatique
  - Meilleur acteur pour Josh O'Connor
  - Meilleure actrice pour Olivia Colman
  - Meilleure actrice dans un second rôle pour Gillian Anderson
  - Meilleur acteur dans un second rôle pour Tobias Menzies
  - Meilleure actrice invitée pour Claire Foy
  - Meilleure réalisation pour l'épisode Guerre pour Jessica Hobbs
  - Meilleur scénario pour l'épisode Guerre écrit par Peter Morgan
- Golden Globes 2024 : Meilleure actrice dans un second rôle dans une série, une mini-série ou un téléfilm pour Elizabeth Debicki

### Nominations
- Golden Globes 2017 : meilleur acteur dans un second rôle dans une série, une mini-série ou un téléfilm pour John Lithgow
- Screen Actors Guild Awards 2017 : meilleure distribution pour une série télévisée dramatique
- Primetime Emmy Awards 2017 :
  - Meilleure série télévisée dramatique
  - Meilleure actrice dans une série télévisée dramatique pour Claire Foy
  - Meilleur acteur dans un second rôle dans une série télévisée dramatique pour John Lithgow
  - Meilleure réalisation pour une série télévisée dramatique pour Stephen Daldry, pour l'épisode Hyde Park Corner
  - Meilleur scénario pour une série télévisée dramatique pour Peter Morgan

- Golden Globes 2018 :
  - Meilleure série télévisée dramatique
  - Meilleure actrice dans une série télévisée dramatique pour Claire Foy
- Screen Actors Guild Awards 2018 : meilleure distribution pour une série télévisée dramatique
- Primetime Emmy Awards 2018 :
  - Meilleure série télévisée dramatique
  - Meilleur acteur dans un second rôle dans une série télévisée dramatique pour Matt Smith
  - Meilleure actrice dans un second rôle dans une série télévisée dramatique pour Vanessa Kirby
  - Meilleur scénario pour une série télévisée dramatique pour Peter Morgan pour l'épisode L'homme mystère

- Golden Globes 2020 :
  - Meilleure série télévisée dramatique
  - Meilleur acteur dans une série télévisée dramatique pour Tobias Menzies
  - Meilleure actrice dans un second rôle dans une série, une mini-série ou un téléfilm pour Helena Bonham Carter
- Primetime Emmy Awards 2020 :
  - Meilleure série télévisée dramatique
  - Meilleure actrice dans une série télévisée dramatique pour Olivia Colman
  - Meilleure actrice dans un second rôle dans une série télévisée dramatique pour Helena Bonham Carter
  - Meilleure réalisation pour une série télévisée dramatique pour Benjamin Caron (en) pour l'épisode Aberfan et pour Jessica Hobbs pour l'épisode Cri du Cœur.
  - Meilleur scénario pour une série télévisée dramatique pour Peter Morgan pour l'épisode Aberfan.
- Golden Globes 2021 :
  - Meilleure actrice dans une série dramatique pour Olivia Colman
  - Meilleure actrice dans un second rôle dans une série, une mini-série ou un téléfilm pour Helena Bonham Carter
- British Academy of Television Awards 2021
  - Meilleure série dramatique
  - Meilleur acteur pour Josh O'Connor
  - Meilleur acteur dans un second rôle pour Tobias Menzies
  - Meilleure actrice dans un second rôle pour Helena Bonham Carter
- Primetime Emmy Awards 2021 :
  - Meilleure actrice dans une série dramatique pour Emma Corrin
  - Meilleur second rôle féminin dans une série dramatique pour Emerald Fennell
  - Meilleur second rôle féminin dans une série dramatique pour Helena Bonham Carter
- Golden Globes 2023 : 
  - Meilleure série dramatique
  - Meilleure actrice dans une série dramatique pour Imelda Staunton
  - Meilleure actrice dans un second rôle dans une série musicale, comique ou dramatique pour Elizabeth Debicki
  - Meilleur second rôle masculin dans une série dramatique pour Jonathan Pryce
- Golden Globes 2024 :
  - Meilleure série télévisée dramatique
  - Meilleur acteur dans une série télévisée dramatique pour Dominic West
  - Meilleure actrice dans une série télévisée dramatique pour Imelda Staunton